# Witten
Die Stadt Witten liegt im Südosten des Ruhrgebietes im Land Nordrhein-Westfalen und ist eine große kreisangehörige Stadt des Ennepe-Ruhr-Kreises im Regierungsbezirk Arnsberg.
Bis 1974 war Witten eine kreisfreie Stadt. Im Zuge der Neugliederung 1975 wurde sie in den Ennepe-Ruhr-Kreis eingegliedert, dessen größte Stadt sie heute ist. Gleichzeitig erreichte sie den Status einer Großstadt, den sie bis Anfang 2007 behielt.

## Geographie
Witten liegt am Übergang vom unteren Sauerland zum niederbergischen Hügelland im Westen und dem Emscherland im Norden, zwischen den Großstädten Dortmund, Bochum und Hagen, am nördlichen Ausgang des engen tiefen Ruhrdurchbruchs durch das waldbedeckte Ardey-Sandsteinplateau zu beiden Seiten des Flusses Ruhr. Das Flusstal mit dem aufgestauten Kemnader See prägt neben den bewaldeten Hügeln des Ardeygebirges, das einen Teil des Rheinischen Schiefergebirges darstellt, das Bild der Stadt. Die Höhenzüge bestehen im Wesentlichen aus Sandstein, hinzu kommen kohleführende Schichten, die mancherorts offen zutage treten und die im Bergbauwanderweg Muttental zu besichtigen sind.
Messpunkt für die geografische Lage der Stadt Witten ist die Turmspitze der Marienkirche. Der höchste Punkt im Stadtgebiet ist der Arenberg und misst 269 m, der niedrigste ist an der Wittener Straße, östlich vom Bahnhof Blankenstein und beträgt 71 m ü. NN. Die Stadtgrenze ist insgesamt 52 km lang. Die größte Ausdehnung des Stadtgebiets beträgt in Nord-Süd-Richtung 13,8 km und in West-Ost-Richtung 10,5 km.

### Nachbargemeinden
Folgende Städte und Gemeinden grenzen an die Stadt Witten. Sie werden im Uhrzeigersinn, beginnend im Nordosten genannt:
Dortmund (kreisfreie Stadt), Herdecke, Wetter (Ruhr), Sprockhövel und Hattingen (alle Ennepe-Ruhr-Kreis) sowie Bochum (kreisfreie Stadt)

### Stadtgliederung
Das Stadtgebiet Wittens ist in sieben Stadtteile eingeteilt. Diese sind in mehrere Statistische Bezirke unterteilt.
| - Witten-Mitte: - 11 Innenstadt - 12 Oberdorf-Helenenberg - 13 Industriegürtel-West - 14 Krone - 15 Crengeldanz - 16 Hauptfriedhof - 17 Stadion - 18 Industriegürtel-Nord - 19 Hohenstein - Stockum/Düren: - 21 Düren-Nord - 22 Düren-Süd - 31 Stockum-Mitte - 32 Dorney - 33 Stockumer Bruch - 34 Wilhelmshöhe - 41 Tiefendorf | - Annen: - 42 Wullen - 43 Annen-Mitte-Nord - 44 Annen-Mitte-Süd - 45 Kohlensiepen - 46 Wartenberg - 47 Gedern - Rüdinghausen: - 51 Industriegebiet-Ost - 52 Rüdinghausen-Mitte - 53 Buchenholz - Bommern: - 61 Steinhausen - 62 Bommerbank - 63 Bommerfeld - 64 Wettberg - 65 Buschey - 66 Bommeregge | - Heven: - 71 Papenholz - 72 Hellweg - 73 Wannen - 74 Heven-Dorf - 75 Lake - Herbede: - 81 Herbede-Ort - 82 Vormholz - 83 Bommerholz-Muttental - 84 Durchholz - 85 Buchholz-Kämpen |

### Klima
Die Niederschlagsmenge ist mit jährlich 750 mm im langjährigen Durchschnitt deutlich niedriger als in den umliegenden Mittelgebirgen. Der meiste Regen fällt im Sommerzeitraum (Juli durchschnittlich 80–90 mm), der wenigste im Winterzeitraum (Februar durchschnittlich 40–50 mm). Die Winter sind verhältnismäßig mild (Januar 3,1 °C im Durchschnitt), die Sommer mit einer Durchschnittstemperatur von etwa 18,6 °C im August relativ warm für deutsche Verhältnisse. Die mittlere Jahrestemperatur beträgt 9–10 °C.

### Naturschutz

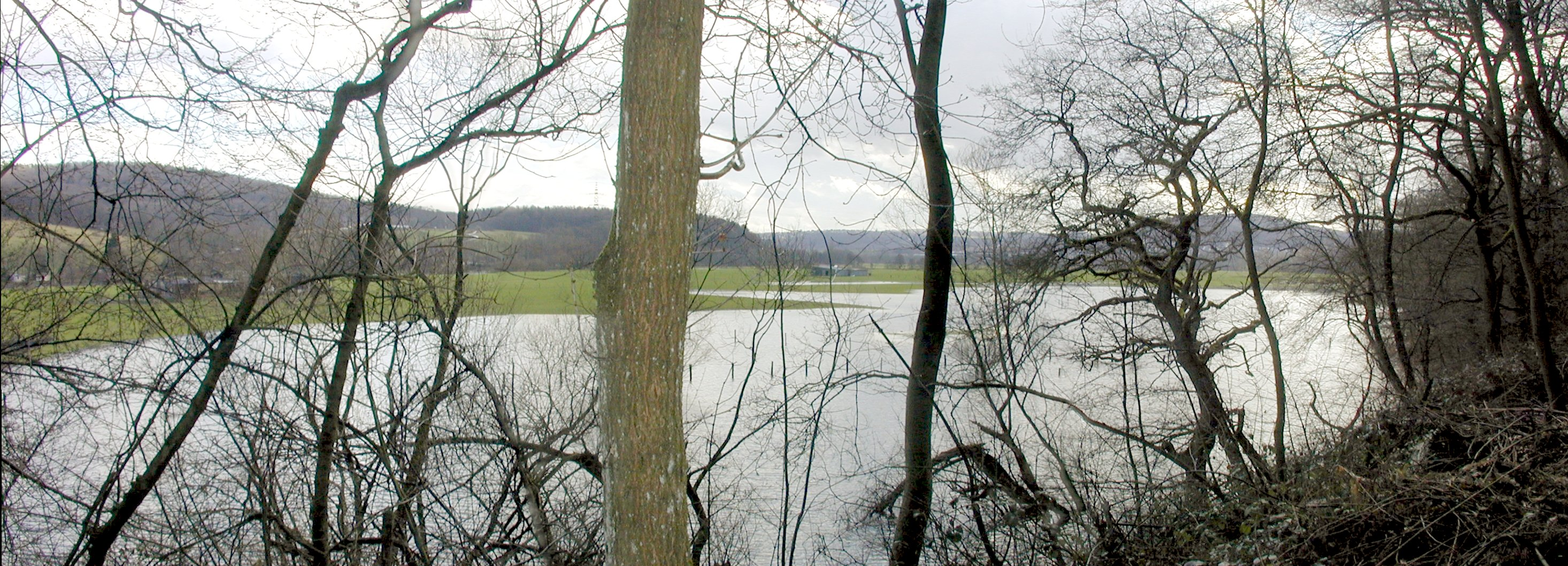
Naturschutzgebiet Ruhraue

Im Stadtgebiet befinden sich vier Naturschutzgebiete. Eines um den Bach Elbsche (NSG Elbschebach Witten Bommerholz), ein Gebiet um die Burgruine Hardenstein (NSG Hardenstein), der Kermelbach und die Ruhraue bei Gedern. Insgesamt sind damit ca. 184 Hektar geschützt.

## Geschichte

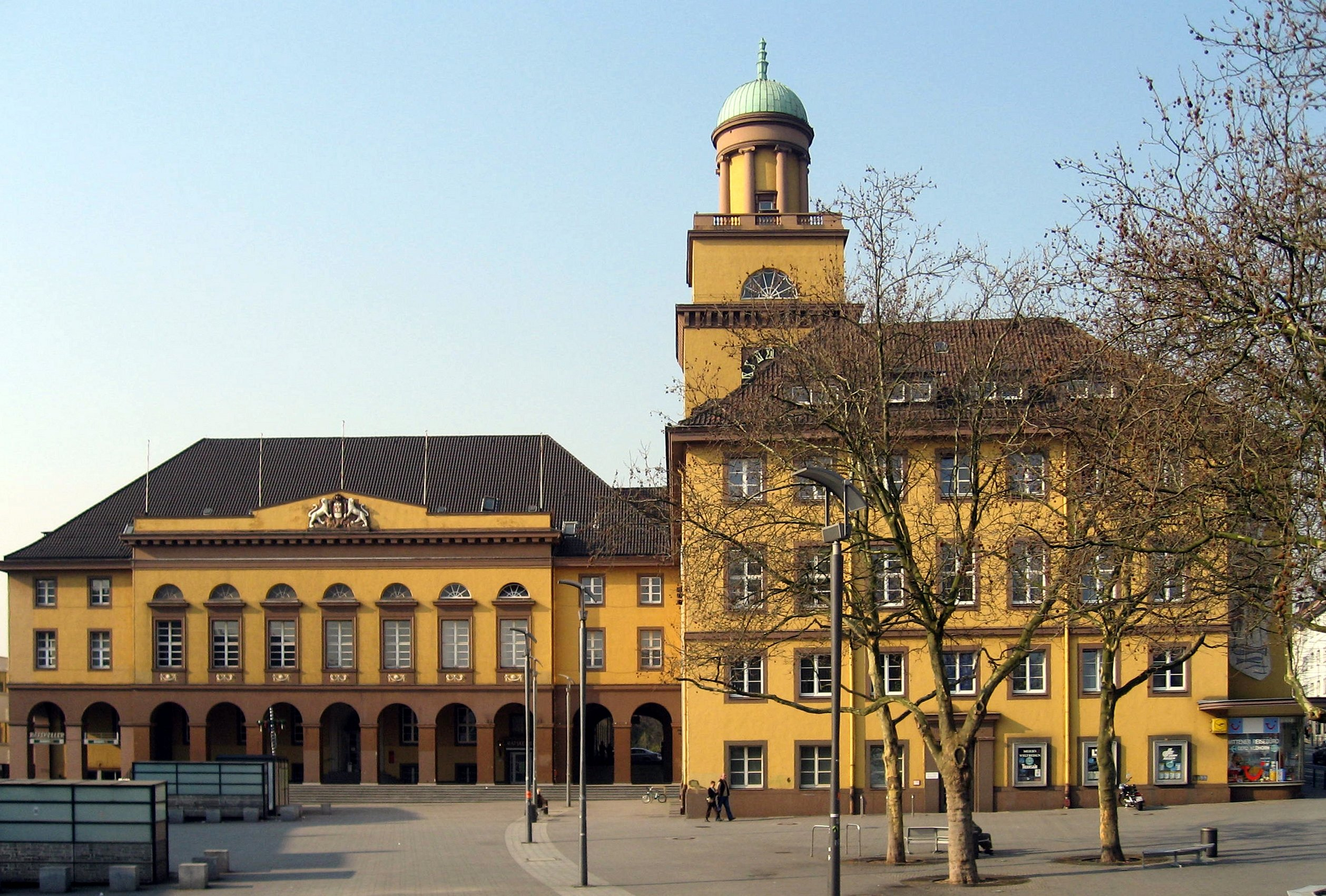
Das Wittener Rathaus mit dem Rathausplatz

Die älteste Erwähnung des Stadtteils Herbede (seit 1975 eingemeindet) geht auf das Jahr 851 zurück. Witten selbst wurde erstmals 1214 urkundlich erwähnt, jedoch geht man davon aus, dass an der Stelle, an der heute die Johanniskirche im Herzen der Stadt steht, bereits im 9. Jahrhundert eine Kapelle errichtet wurde. Die beiden Ruhrmühlen wurden 1321 erstmals erwähnt. Die frühesten Erwähnungen des Wittener Kohle-Bergbaus datieren aus dem Jahr 1552 und 1578.
Am 22. April/2. Mai 1675 erhielt Witten in Kleve das Marktrecht durch den Kurfürsten Friedrich Wilhelm von Brandenburg. Gemäß der durch den Regierungs-, Justiz- und Hofgerichtsrat Mordio von der Reck überbrachten Urkunde wurde der Donnerstag als Markttag festgelegt. Zudem wurde der Ausbau der zerstörten Ruhrbrücke nach Bommern zur Auflage gemacht. 1776 wurde die Ruhr in Witten schiffbar gemacht, vier Jahre, bevor auf Initiative von Friedrich II. die gesamte Ruhr einer Schiffbarmachung unterlag.
Bis 1806 gehörte Witten zur Grafschaft Mark, die später über das Haus Brandenburg preußisch wurde, und von 1807 bis 1813 zum Ruhrdepartement des Großherzogtums Berg, unter dem 1809 die Mairie Witten gegründet wurde. Anschließend gehörte Witten vorübergehend zum preußischen Gouvernement zwischen Weser und Rhein und ab 1815 endgültig zu Preußen (Provinz Westfalen). Der Ort wurde dem Kreis Bochum zugeordnet. Die Bürgermeisterei Witten umfasste neben Witten die Gemeinden Langendreer, Stockum, Düren, Somborn und Werne. 1823 erhielt Witten die Stadtrechte, schied am 1. April 1899 aus dem Kreis Bochum aus und wurde kreisfreie Stadt.
Am 28. November 1906 trafen ein Brand und zwei Explosionen die Roburit-Fabrik nahe der Stadtgrenze zu Annen. 41 Menschen starben bei der Katastrophe, zudem kam es zu Schäden im Umfeld.
Am 1. Juli 1921 wurde die Gemeinde Heven und am 1. August 1929 die Gemeinden Annen (mit dem am 1. April 1922 eingemeindeten Rüdinghausen), Stockum, Düren, Teile von Bommern sowie Teile von Langendreer (Krone) eingegliedert. Im Zweiten Weltkrieg wurde Witten wegen der industriellen Bedeutung Ziel von fast 100 sehr zerstörerischen Luftangriffen. Gegen Kriegsende hatte Walter Model, Oberkommandierender der deutschen Truppen im Westen, kurzzeitig sein Hauptquartier in der Dorfschule in Heven. Das gesamte Stadtgebiet, vor allem der Bereich um die Ruhrbrücken, wurde zum Schauplatz eines erbitterten Abwehrkampfes zwischen US-Truppen und Wehrmachtsverbänden, die den Ort jedoch bald nach und nach räumen mussten.
Im Rahmen der jüngsten nordrhein-westfälischen Gebietsreform musste Witten am 1. Januar 1975 seine Kreisfreiheit aufgeben und wurde in den Ennepe-Ruhr-Kreis eingegliedert. Gleichzeitig wurde Witten durch die Eingemeindung der Stadt Herbede vergrößert. Damit erreichte das Stadtgebiet Wittens seine heutige Ausdehnung.
Seit 1982 ist Witten Universitätsstadt und Standort der privaten Universität Witten/Herdecke und darf sich seit 2015 „Universitätsstadt an der Ruhr“ nennen.

## Religionen

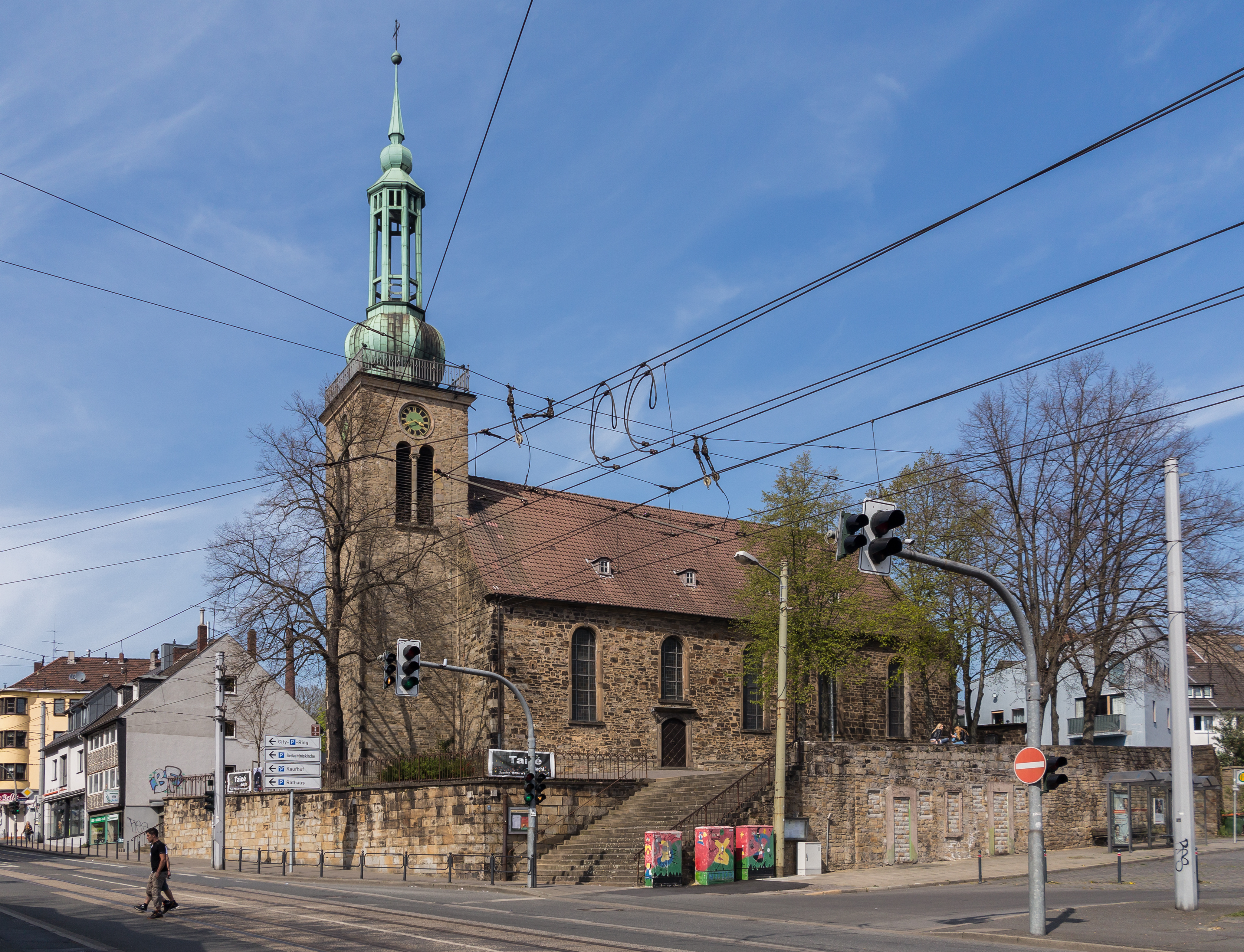
Johanniskirche

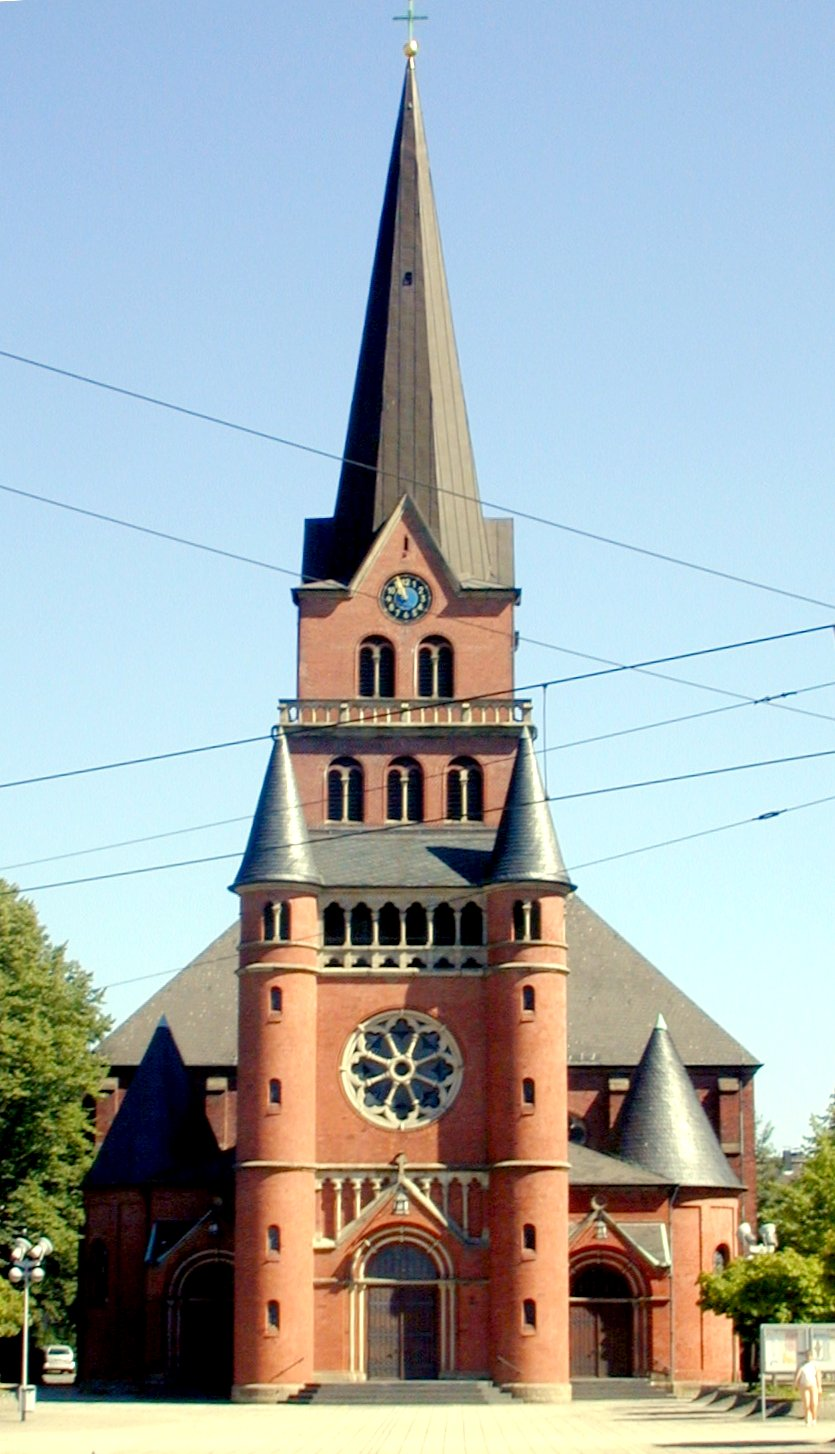
Marienkirche

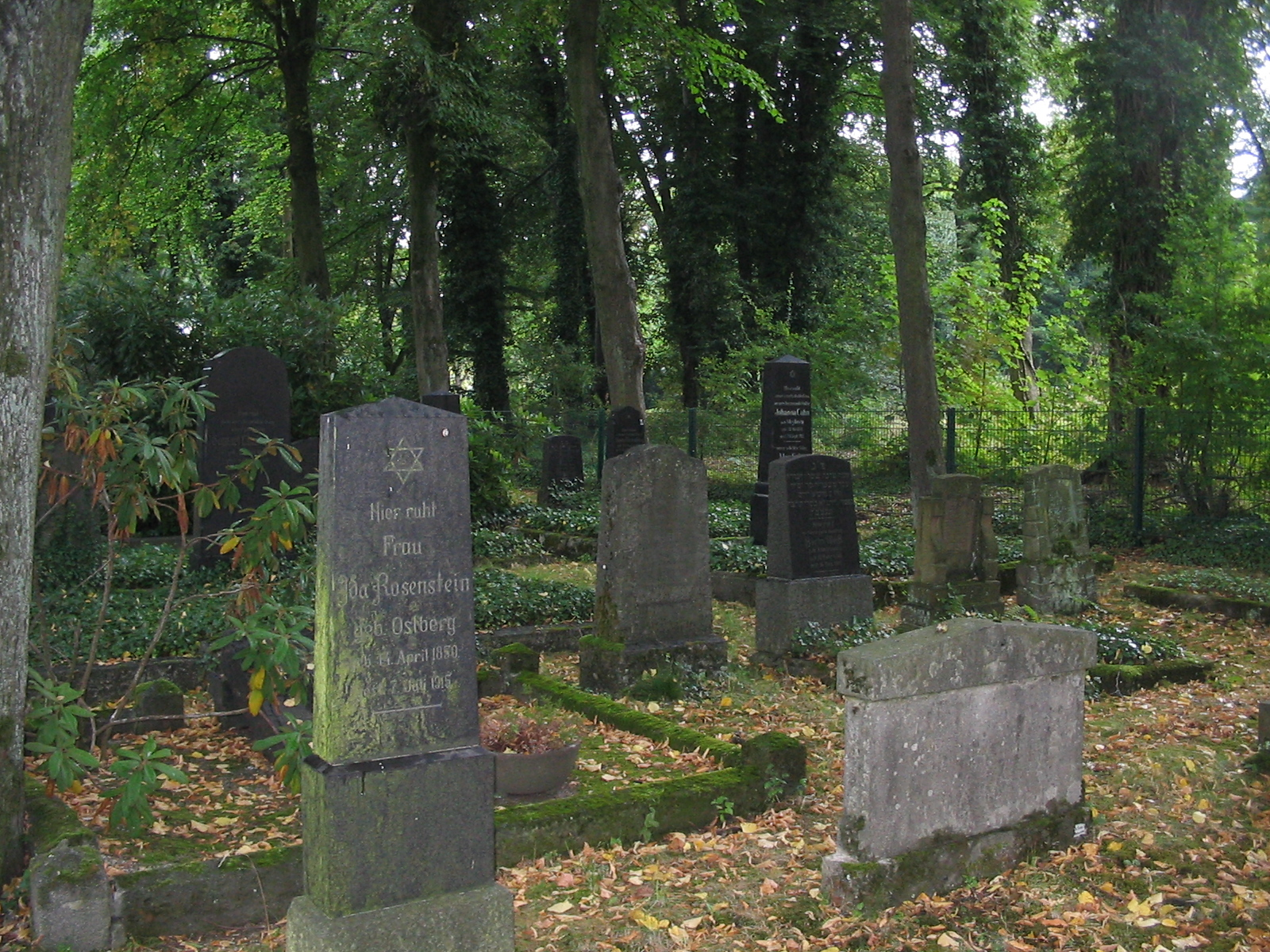
Jüdischer Friedhof Ledderken

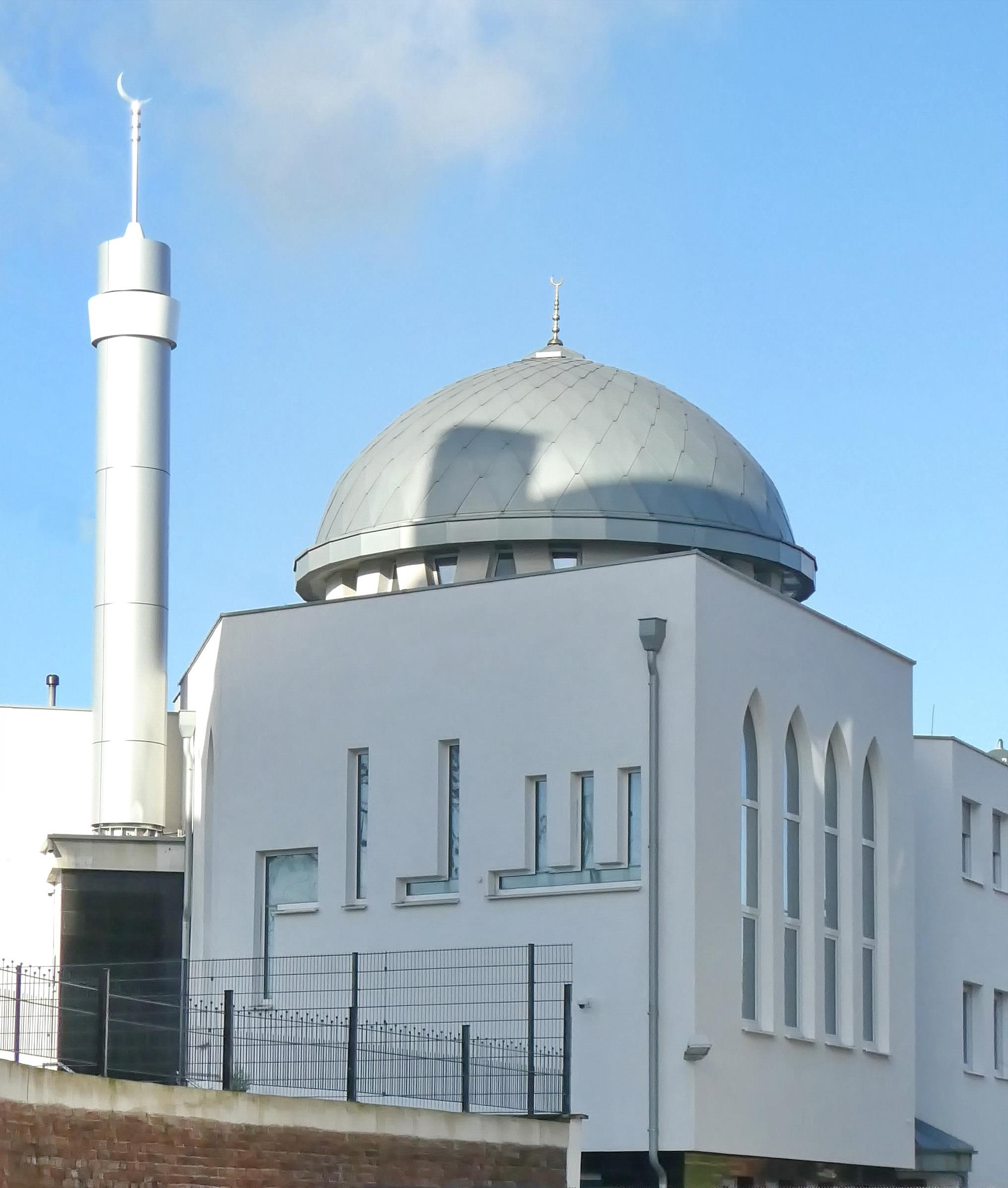
Moschee der bosniakischen Gemeinde

### Christentum
Witten gehörte seit der Gründung zum Erzbistum Köln und war dem Archidiakonat des Kölner St.-Georgs-Stifts unterstellt.
1582 wandte sich die Bevölkerung der Reformation zu. Danach war die Stadt über viele Jahrhunderte eine überwiegend protestantische Stadt. Vorherrschend war das evangelisch-lutherische Bekenntnis. Mit dem Übergang an Preußen gehörte auch die evangelische Gemeinde in Witten zur Evangelischen Kirche in Preußen bzw. deren westfälischen Provinzialkirche. Sie wurde der Superintendentur Hattingen zugeordnet. Heute heißt diese Verwaltungseinheit Kirchenkreis Hattingen-Witten und umfasst die evangelischen Kirchengemeinden der Städte Hattingen, Witten, Sprockhövel, Velbert-Nierenhof und Wetter-Wengern. Die acht evangelischen Kirchengemeinden der Stadt Witten sind Annen, Bommern, Trinitatis (mit Christuskirche, Heven und Oberkrone), Herbede, Johanniskirche (Innenstadt), Martin-Luther-Kirche, Rüdinghausen und Stockum. Die Anstaltsgemeinde des Diakoniewerks Ruhr wurde inzwischen der Innenstadt (Johanniskirche) zugeordnet.
Als Reaktion auf die Zwangsvereinigung zwischen der lutherischen Kirche und der reformierten Tradition zur Evangelischen Kirche in Preußen (ab 1922 Evangelische Kirche der altpreußischen Union; APU) entstand die Evangelisch-Lutherische (altlutherische) Kirche Preußens. Die Altlutheraner bestanden auf ihre Religionsfreiheit, indem sie uneingeschränkt lutherische Gottesdienste, Verfassung und Lehre forderten. Nach harter Verfolgungszeit seitens des Staates konnte sie sich 1841 unter König Friedrich Wilhelm IV. konstituieren und wurde anerkannt. 1896 entstand in Witten die Evangelisch-Lutherische (altlutherische) Kreuzkirchengemeinde Witten. Diese Kirchengemeinde gehört heute zum Kirchenbezirk Westfalen der Selbständigen Evangelisch-Lutherischen Kirche. Ebenso befindet sich dort der Superintendentur des Kirchenbezirks Westfalen dieser lutherischen Kirche.
Die wenigen Katholiken in Witten nach der Reformation gehörten bis 1821 noch zum Erzbistum Köln, dann zum Bistum bzw. Erzbistum Paderborn. 1834 konnten die Katholiken wieder eine eigene Gemeinde gründen, die zunächst zum Dekanat Hattingen gehörte. 1921 wurde Witten Sitz eines eigenen Dekanats, das heute zur Region Ruhr-Mark des Erzbistums Paderborn gehört. Als 1975 die Stadt Herbede eingemeindet wurde, behielt diese ihre Zugehörigkeit zum Bistum Essen bei und gehört damit als einziger Stadtteil von Witten einem anderen Bistum an. Pfarrgemeinden im Stadtgebiet Wittens sind St. Marien, St. Vinzenz, St. Joseph, St. Pius, St. Maximilian Kolbe, St. Franziskus von Assisi, Herz Jesu, St. Peter und Paul Herbede.
1954 wurde das Karmelitinnenkloster in Annen errichtet.
Daneben gibt es noch verschiedene Freikirchen, darunter Freie evangelische Gemeinden (hier befindet sich der Sitz des Bundes Freier evangelischer Gemeinden in Deutschland) sowie eine Evangelisch-Freikirchliche Gemeinde (Baptisten). Auch die Neuapostolische Kirche ist in Witten mit zwei Gemeinden (Mitte, Annen) vertreten.

### Sonstige
Seit 1815 sind Juden in Witten urkundlich belegt. Die jüdische Gemeinde zeigte nach der Niederlassungsfreiheit von 1847 eine stetig zunehmende Tendenz mit einem Maximum von über 500 Personen. Am 20. März 1885 wurde der Grundstein der Synagoge in der Kurzen Straße (heute Synagogenstraße) gelegt. Diese wurde während der Novemberpogrome 1938 durch vom nationalsozialistischen Staatsterror angeleitete Wittener Bürger geplündert, in Brand gesetzt und vollständig zerstört. Die jüdischen Bürger wurden von Staats wegen ihrer Besitztümer beraubt, zur Emigration gezwungen oder ermordet. Die ca. 100 (Stand 2012) in Witten lebenden Juden gehören zur Jüdischen Kultusgemeinde Groß-Dortmund, besuchen aber teilweise auch Veranstaltungen und Gottesdienste der Gemeinden in Bochum und Hagen.
Die vier islamischen Gemeinden mit Moscheen in Witten (Annen, Herbede, Breitestr. und Wideystr.) wurden Ende des 20. Jahrhunderts durch türkische und bosnische Gastarbeiter gegründet. Davon gehören zwei türkische Gemeinden der DİTİB an (Mitte und Herbede), eine der Millî Görüş (Annen) und die bosnische Gemeinde der IGBD (Mitte). Im Jahre 2019 wurde die fünfte islamische Gemeinde mit Moschee (Islamisches Kulturzentrum Witten) in der Herbeder Str. gegründet, ausnahmsweise gehört sie Muslimen verschiedener Abstammungen.

### Konfessionsstatistik
Gemäß dem Zensus 2011 waren 39,3 % (37.853) der Einwohner evangelisch, 24,8 % (23.886) römisch-katholisch und 35,9 % (34.643) waren konfessionslos, gehörten einer anderen Glaubensgemeinschaft an oder machten keine Angabe. Der Anteil der Protestanten und Katholiken an der Gesamtbevölkerung ist seitdem jährlich um 1 Prozent gesunken. Gemäß dem Zensus 2022 waren (Mai 2022) 31,8 % der Einwohner evangelisch, 22,0 % katholisch und 46,2 % waren konfessionslos, gehörten einer anderen Glaubensgemeinschaft an oder machten keine Angabe.

## Einwohnerentwicklung

Einwohnerentwicklung von Witten von ab 1871 bis 2018

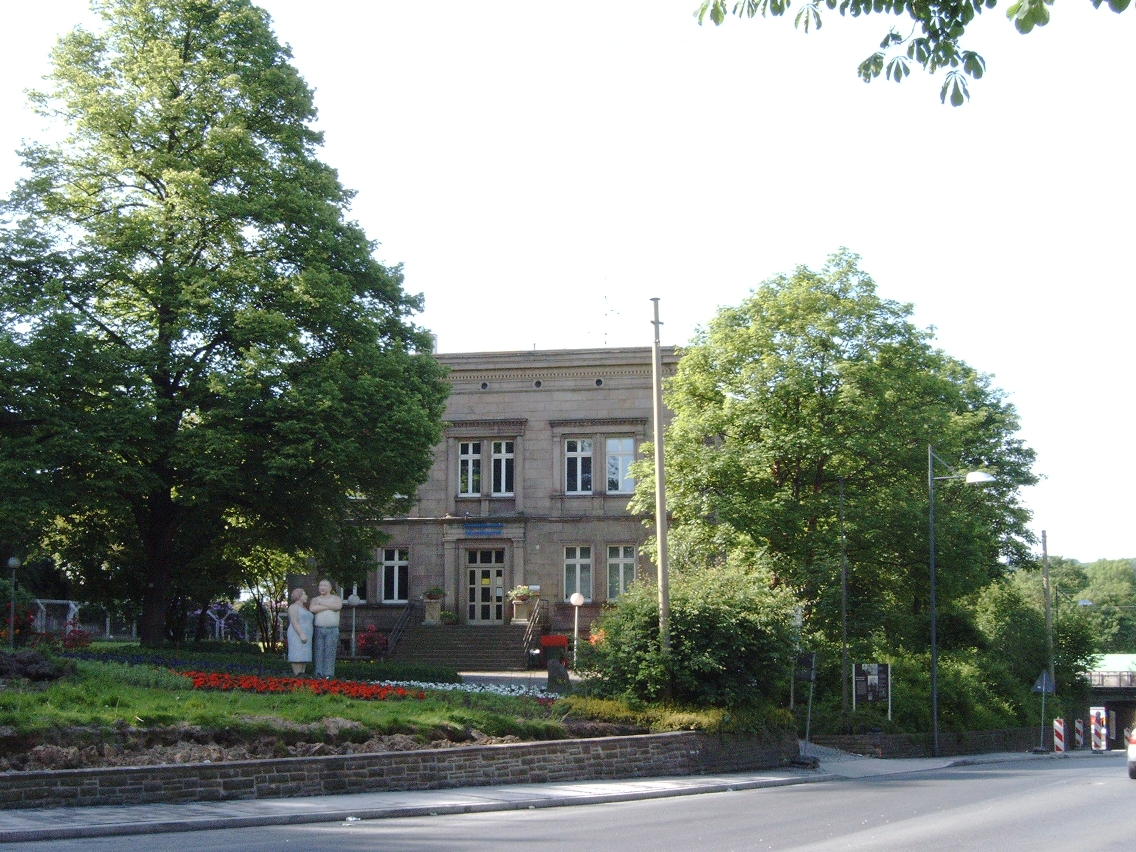
Villa Friedrich Lohmann sen.

Im Mittelalter und am Beginn der Neuzeit lebten nur wenige hundert Menschen in Witten. Aufgrund zahlreicher Kriege, Seuchen und Hungersnöte stieg die Einwohnerzahl nur langsam. Im 19. Jahrhundert setzte mit Beginn der Industrialisierung ein starkes Bevölkerungswachstum ein. Lebten 1808 erst 1.587 Menschen in Witten, so waren es im Jahr 1900 bereits über 33.000.
Im Zuge der Eingemeindung von Herbede (15.021 Einwohner 1974) überschritt die Einwohnerzahl der Stadt am 1. Januar 1975 die Grenze von 100.000, wodurch sie zur Großstadt wurde. Gleichzeitig erreichte die Bevölkerungszahl mit 109.554 ihren historischen Höchststand. Ab Mitte der 1990er Jahre ging diese Zahl von rund 105.000 im Jahr 1994 kontinuierlich zurück, sodass Witten 2007 die Grenze von 100.000 Einwohnern unterschritt und damit den Status als Großstadt verlor. Am 31. Dezember 2019 betrug die amtliche Einwohnerzahl für Witten 96.459 (nur Hauptwohnsitze und nach Abgleich mit den anderen Landesämtern).

## Politik

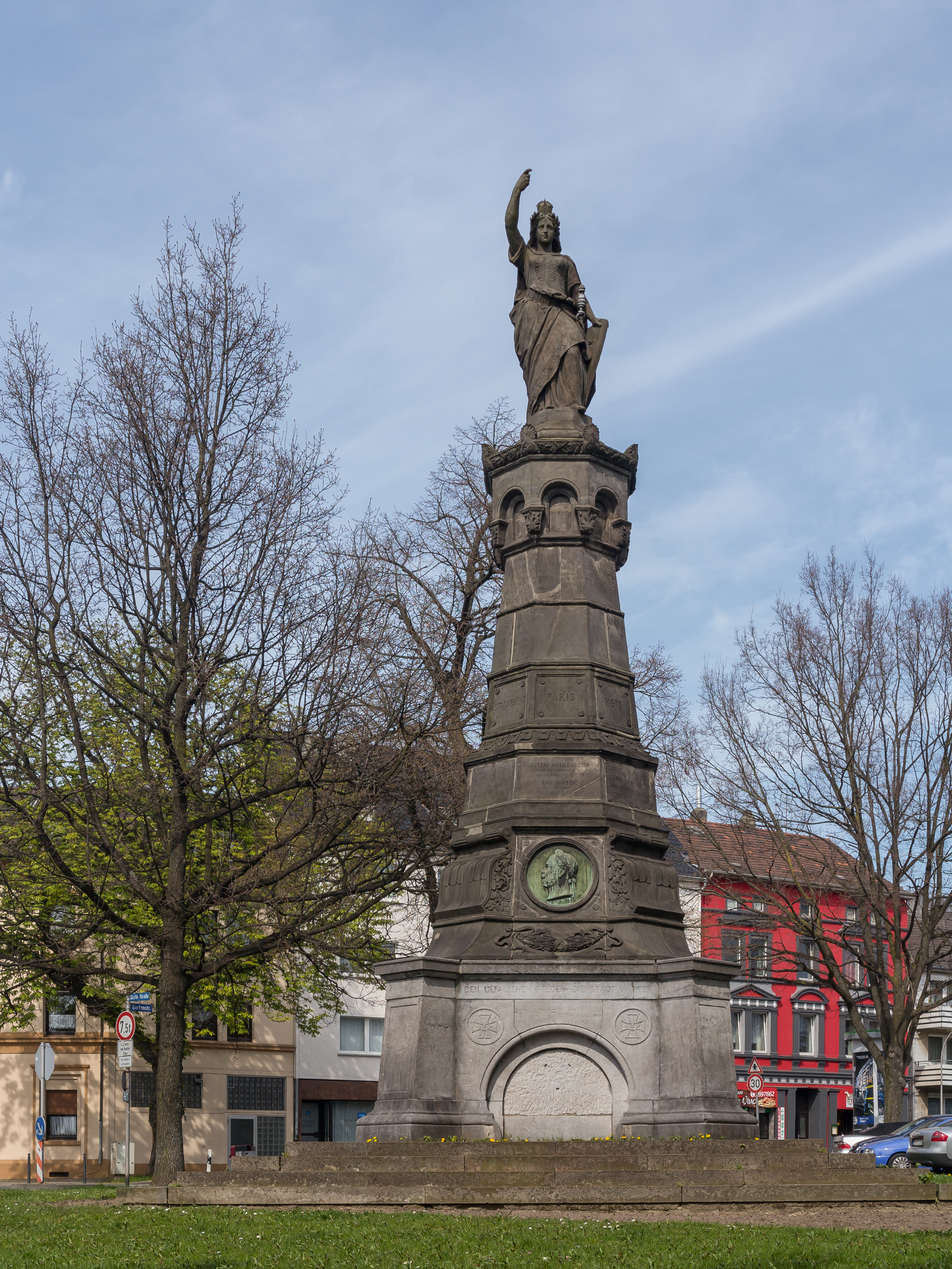
Karl-Marx-Platz mit dem Germaniadenkmal für die gefallenen deutschen Soldaten in den Einigungskriegen 1864, 1866 und 1870/71

Die Verwaltung Wittens lag bis Ende des 18. Jahrhunderts in den Händen des Patrimonialgerichtsherrn, des Besitzers des Hauses Witten. Diese Struktur wurde 1806 aufgehoben und 1809 erhielt Witten während der Besetzung der Region durch französische Truppen eine bürgerliche Verwaltung (siehe auch: Mairie Witten). An der Spitze der Stadt stand danach der Bürgermeister. Nachdem Witten 1823 die Stadtrechte erhalten hatte, wurde 1841 die revidierte Städteordnung, 1842 die Landgemeindeordnung eingeführt. 1850 wurde die westfälische Städteordnung eingeführt. Nach Erlangung der Kreisfreiheit trug der Bürgermeister den Titel Oberbürgermeister.
In der Zeit des Nationalsozialismus wurde der Oberbürgermeister von der NSDAP eingesetzt. Nach dem Zweiten Weltkrieg setzte die Militärregierung der Britischen Besatzungszone einen neuen Oberbürgermeister ein und führte 1946 die Kommunalverfassung nach britischem Vorbild ein. Danach gab es einen vom Volk gewählten Rat der Stadt, dessen Mitglieder man als Stadtverordnete bezeichnet. Der Rat wählte aus seiner Mitte den Oberbürgermeister als Vorsitzenden und Repräsentanten der Stadt, welcher ehrenamtlich tätig war. Des Weiteren wählte der Rat ab 1946 zudem einen hauptamtlichen Oberstadtdirektor als Leiter der Stadtverwaltung. Mit der Eingliederung in den Ennepe-Ruhr-Kreis 1975 trugen die Stadtoberhäupter die Titel Bürgermeister bzw. Stadtdirektor. 1999 wurde die Doppelspitze in der Stadtverwaltung aufgegeben. Seitdem nimmt der hauptamtliche Bürgermeister beide Funktionen in Personalunion wahr.

### Stadtoberhäupter

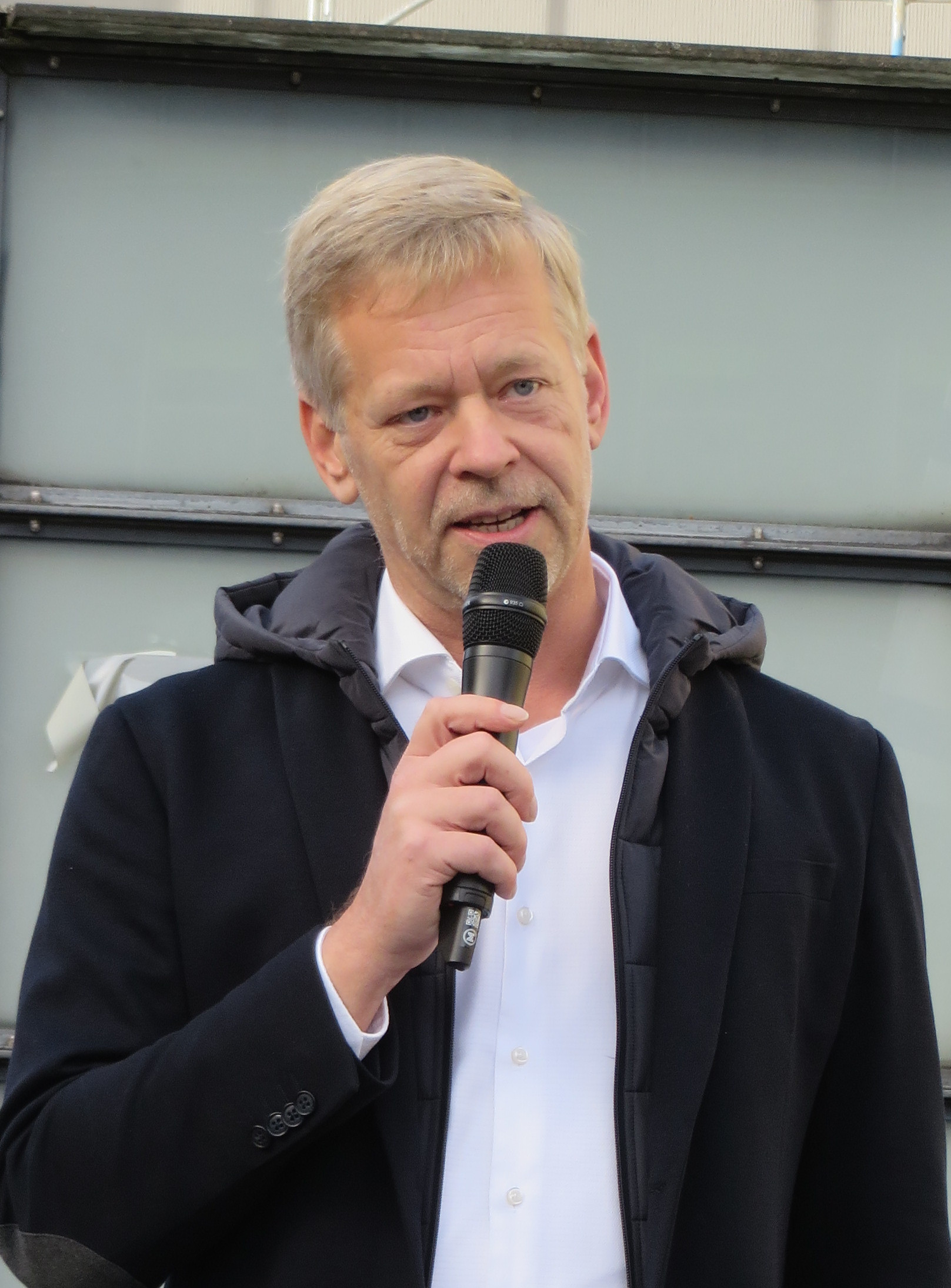
Lars König, Bürgermeister seit 2020

Bürgermeister: 1809–1945 und seit 1975; Oberbürgermeister: 1946–1975: 
- 1809–1813: Zacharias Johann Friedrich Schmieding
- 1813–1825: Conrad Ludwig Clasen
- 1825–1839: Geißel
- 1839–1850: Friedrich Kämper
- 1851–1856: Wichelhausen
- 1856–1869: Bauer
- 1869–1873: Friedrich Wilhelm Wegner
- 1873–1877: Geisenheimer (entlassen)
- 1877–1883: Haarmann, Brickenstein, Grieben, (vertretungsweise)
- 1883–1889: Ferd. Ed. Maxim. Bürkner, Bürgermeister[13][14]
- 1890–1911: Gustav Haarmann, Nationalliberale Partei
- 1911–1933: Otto Laue, Deutschnationale Volkspartei

- 1933–1944: Erich Zintgraff
- 1944–1945: Karl August Wietfeldt
- 1945:–0000 Wilhelm Zimmermann
- 1945:–0000 Johannes Grimm
- 1945–1946: Alfred Junge, SPD
- 1946–1950: Albert Martmöller, SPD
- 1950–1952: Walter Rieckesmann
- 1952–1953: Albert Martmöller, SPD
- 1954–1967: Fritz Reincke, SPD

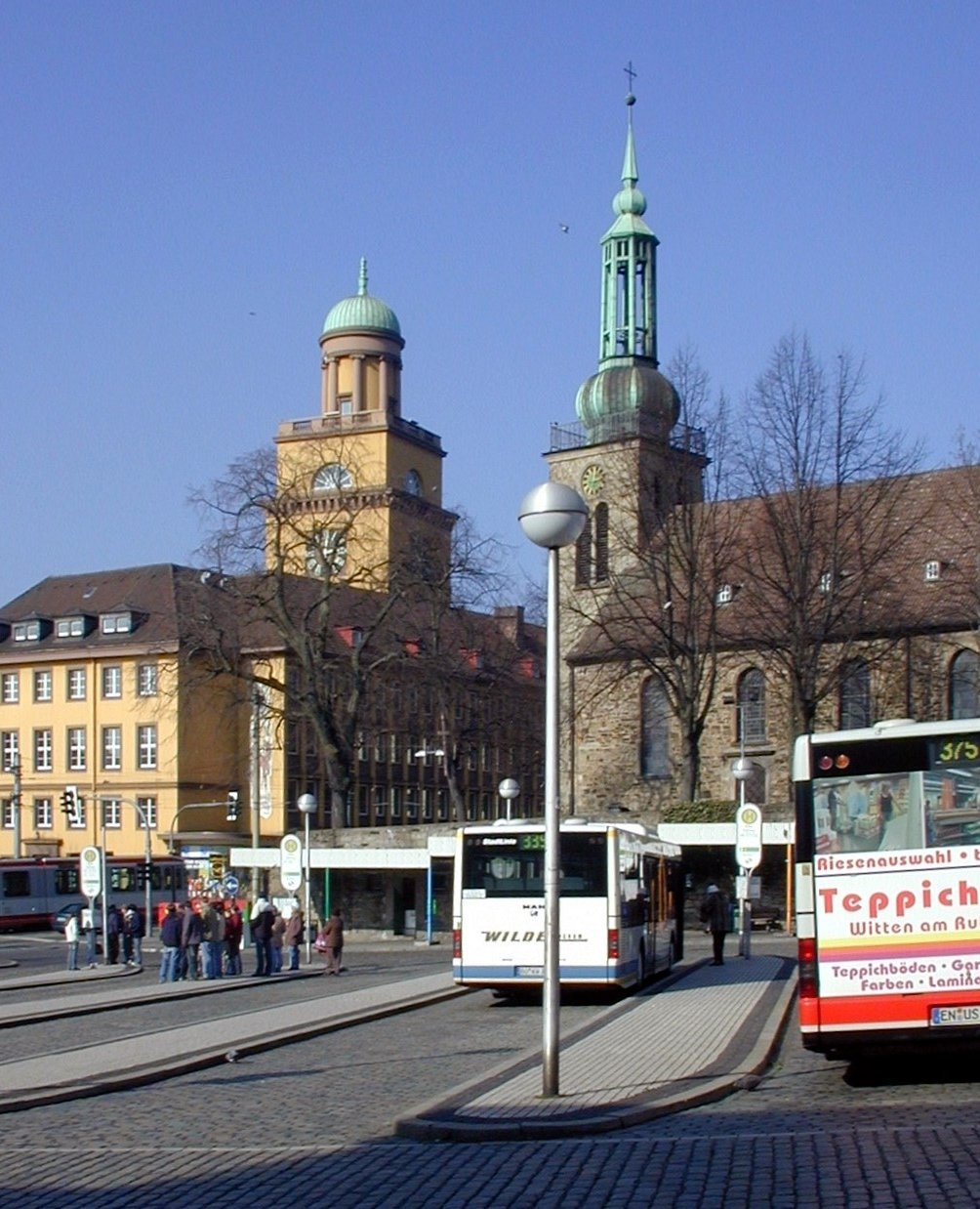
Rathausturm und Johanniskirche, im Vordergrund der ehemalige Busbahnhof

- 1967–1978: Friedhelm Ottlinger, SPD
- 1978–1983: Klaus Lohmann, SPD
- 1983:–0000 Arthur Raillon, SPD
- 1983–1989: Friedhelm Trepper, SPD
- 1989–2004: Klaus Lohmann, SPD
- 2004–2020: Sonja Leidemann, SPD
- seit 2020: Lars König, CDU

### Oberstadtdirektoren bzw. Stadtdirektoren
- 1946–1947: Alfred Junge, Oberstadtdirektor
- 1947–1959: Ludwig Lehmann, Oberstadtdirektor
- 1959–1982: Emil Dreidoppel, Oberstadtdirektor
- 1982–1993: Reinhard Wiederhold, Stadtdirektor
- 1993–1999: Gert Buhren, Stadtdirektor

### Rat der Stadt
- Linke: 3
- Piraten: 3
- SPD: 16
- Grüne: 13
- PARTEI: 1
- Bürgerforum: 4
- CDU: 15
- WBG-FW: 2
- FDP: 2
- Witten.Direkt: 1
- StadtKlima Witten: 1
- AfD: 3

Der Rat der Stadt Witten hat normalerweise 50 Sitze. Durch das Ergebnis der Wahl vom 13. September 2020 ist er in dieser Wahlperiode durch Überhangmandate auf 64 Sitze angewachsen. Die Sitze verteilen sich wie folgt (in Klammern die bei der Wahl erzielten Stimmanteile):
- SPD 16 Sitze (25,2 %)
- CDU 15 Sitze (23,2 %)
- GRÜNE 13 Sitze (20,6 %)
- Bürgerforum 4 Sitze (6,1 %)
- AfD 3 Sitze (4,7 %)
- PIRATEN 3 Sitze (4,3 %)
- LINKE 3 Sitze (4,0 %)
- WBG-FW 2 Sitze (3,1 %)
- FDP 2 Sitze (2,3 %)
- PARTEI 1 Sitz (2,1 %)
- StadtKlima Witten 1 Sitz (1,8 %)
- Witten.Direkt 1 Sitz (1,5 %)

| Parteien und Wählergemeinschaften | Sitze | Sitze | Sitze | Sitze | Sitze |
| Parteien und Wählergemeinschaften | 2020  | 2014  | 2009  | 2004  | 1999  |
| --------------------------------- | ----- | ----- | ----- | ----- | ----- |
| SPD                               | 16    | 25    | 22    | 24    | 24    |
| CDU                               | 15    | 17    | 18    | 19    | 21    |
| Bündnis 90/Die Grünen             | 13    | 9     | 9     | 7     | 4     |
| Bürgerforum                       | 4     | 7     | 5     | -     | -     |
| AfD                               | 3     | -     | -     | -     | -     |
| Piratenpartei                     | 3     | 2     | -     | -     | -     |
| Die Linke                         | 3     | 4     | 4     | 1     | -     |
| WBG                               | 2     | 2     | 2     | 4     | 3     |
| FDP                               | 2     | 2     | 4     | 4     | 3     |
| PARTEI                            | 1     | -     | -     | -     | -     |
| Stadtklima Witten                 | 1     | -     | -     | -     | -     |
| Witten.Direkt                     | 1     | 1     | -     | -     | -     |
| AUF Witten                        | -     | 1     | 1     | 1     | -     |
| PRO NRW                           | -     | 2     | -     | -     | -     |
| NPD                               | -     | -     | 1     | 2     | -     |
| Freie Liste Witten                | -     | -     | -     | 2     | -     |

### Lokale politische Gruppierungen im Rat
- WBG: Die Wittener Bürgergemeinschaft (WBG) wurde 1999 als kommunal ausgerichtete Wählergruppe gegründet. Ihre Vorläuferorganisation wurde nach einem parteiinternen Führungsstreit von einigen CDU-Mitgliedern gegründet. Sie schaffte 1999 auf Anhieb den Sprung in den Rat und widersetzte sich 2009 einer Übernahme durch Wittener Ärzte. Die WBG gehört dem Bundesverband der Freien Wähler Nordrhein-Westfalen an. Im Mai 2024 verließen die beiden Ratsmitglieder der WBG die Wählergemeinschaft nach internen Streitigkeiten und sitzen seitdem als UWG (Unabhängige Wählergemeinschaft) im Stadtrat.[18]
- Bürgerforum: Das Bürgerforum ist 2009 erstmals in Erscheinung getreten. Gegründet wurde die Liste zunächst als ein Zusammenschluss von einigen Wittener Ärzten, nachdem eine Aufnahme in die WBG und die Besetzung der ersten Listenplätze der WBG zur Kommunalwahl zuvor scheiterte. Aus diesem Grund gründeten die Ärzte gemeinsam mit einigen ehemaligen Mitgliedern der WBG das Bürgerforum und schafften auf Anhieb mit fünf Mandaten den Sprung in den Rat. 2014 erreichte die Wählergemeinschaft sogar sieben Sitze. Bei der Kommunalwahl 2020 hat das Bürgerforum an Zustimmung verloren, schaffte nur noch vier Sitze und bildete zusammen mit dem Einzelvertreter von Die PARTEI eine Fraktion.[19]
- Stadtklima Witten: Wählergemeinschaft rund um den ehemaligen Vorsitzenden der CDU Witten, Michael Hasenkamp. Sie wurde wenige Monate vor der Kommunalwahl 2020 gegründet. Zunächst hatte Hasenkamp versucht, mit Hilfe der WBG bei der Kommunalwahl 2020 anzutreten.[20] Stadtklima Witten erreichte bei der Wahl 1,8 %, so dass Hasenkamp als einziges Ratsmitglied dieser Wählergemeinschaft in den Rat einzog.
- Witten Direkt: Trat erstmals zur Kommunalwahl 2014 an und erreichte mit 1,2 % einen Sitz im Rat. Ein weiteres Ratsmitglied trat von der CDU zu Witten Direkt über, so dass zwischen 2014 und 2020 eine Witten-Direkt-Fraktion gegründet werden konnte. 2017 traten diesen beiden Ratsmitglieder der AfD-nahen Kleinstpartei Das Haus Deutschland bei.[21] Nachdem diese Partei erfolglos blieb und es nicht schaffte, bei Wahlen anzutreten, traten die beiden Ratsmitglieder erneut als Witten Direkt 2020 zur Kommunalwahl an. Dieses Mal erhielt die Wählergemeinschaft 1,5 % und zog erneut mit einem Mandatsträger in den Rat ein. Kurz nach der Wahl bildete dieses Ratsmitglied mit dem Ratsmitglied der Wählergemeinschaft Stadtklima Witten eine Fraktion mit dem Namen Stadtklima. Nach der konstituierenden Sitzung des neuen Rates wurde die neue Fraktion dafür kritisiert, dass sie bei der Wahl von Aufsichtsgremien kommunaler Beteiligungsgesellschaften mit der AfD zusammengearbeitet habe.[22]

### Mandatsträger der Stadt Witten

#### Deutscher Bundestag, Berlin
- 1953–1965: Richard Oetzel, CDU (Landesliste)
- 1965–1969: Gustav Heinemann, SPD (Direktmandat)
- 1965–1976: Gerd Springorum, CDU (Landesliste)
- 1969–1983: Herbert Baack, SPD (Direktmandat)
- 1980–2002: Norbert Lammert, CDU (Landesliste)
- 1983–1998: Klaus Lohmann, SPD (Direktmandat)
- 1998–2013: Christel Humme, SPD (Direktmandat)
- 2002–2018: Ralf Brauksiepe, CDU (Landesliste)
- 2005–2009: Konrad Schily, FDP (Landesliste)
- 2013–2021: Ralf Kapschack, SPD (Direktmandat)
- 2021–2025: Axel Echeverria, SPD (Direktmandat)
- seit 2025: Katja Strauss-Köster, CDU (Direktmandat)

#### Landtag Nordrhein-Westfalen, Düsseldorf
- 1975–1980: Theodor Schwefer, CDU (Landesliste)
- 1990–2000: Laurenz Meyer, CDU (Landesliste)
- 1990–2005: Dietrich Kessel, SPD (Direktmandat)
- 2003–2005: Daniel Sodenkamp, FDP (Landesliste)
- 2005–2017: Thomas Stotko, SPD (Direktmandat)
- 2010–heute: Verena Schäffer, Grüne (Landesliste)
- 2017–2024: Nadja Büteführ, SPD (Direktmandat)

### Wappen
| Banner, Wappen und Hissflagge |  |
|                               |  |
|                               |  |

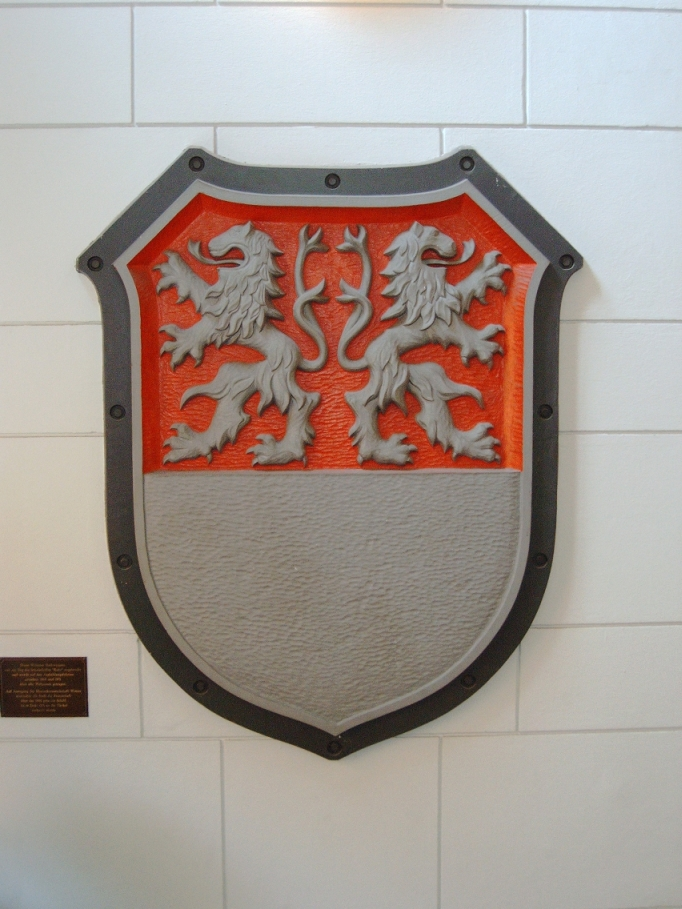
Wittener Stadtwappen im Treppenaufgang des Rathauses

Das Wappen der Stadt Witten zeigt in von Rot und Silber geteiltem Schild oben zwei abgekehrte, doppelschwänzige, silberne Löwen. Als Vorlage für das Wappen diente das Siegel der Everhards von Witten-Steinhausen aus dem Jahre 1283. Ursprünglich war neben den Löwen, dem Wappentier der Everhards, auch deren Leitspruch „Sigillum Hermanni de Wittene“ abgebildet.
Dem Abzeichen in Form eines stilisierten dreieckigen Schildes war eine viertürmige Mauerkrone aufgesetzt. Erstmals angebracht wurde es auf einer Bowle (Schmuckschale), die der Bürgermeister Rudolf Brickenstein als Anerkennung für seine unentgeltliche Tätigkeit 1883 von der Stadt Witten erhielt. Bei einer Überprüfung der westfälischen Stadtwappen 1908 wurde ein überarbeiteter Entwurf angenommen und am 6. November 1911 königlich genehmigt. Das Wappen bestand nun aus einer dreitürmigen sandsteinfarbenen Mauerkrone. Der stilisierte rechteckige Schild war wiederum zweigeteilt in eine untere silberne und eine obere rote Hälfte, in der die beiden silbernen Löwen abgebildet waren. Die lateinische Umschrift fiel fortan weg.

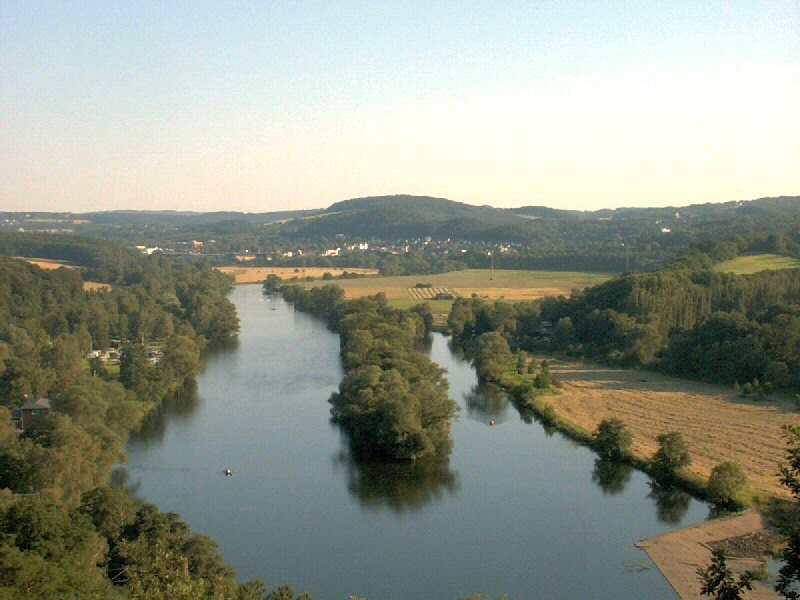
Aussicht Ruhrtal bei Witten

Während des Nationalsozialismus blieb das Stadtwappen unverändert. Dem Bestreben nach dem Zweiten Weltkrieg, kriegerische und nationalsozialistische Symbolik aus Wappen zu entfernen, brauchte Witten nicht zu entsprechen. Es konnte glaubhaft nachgewiesen werden, dass die beiden Löwen keine Angriffs-, sondern eine Abwehrposition einnehmen. Die britische Militärregierung bestätigte am 24. April 1945 das Wappen von Witten, das bis heute keine grundsätzlichen Veränderungen erfuhr, sondern nur nach grafischen und heraldischen Gesichtspunkten zeitgemäß umgestaltet wurde.

### Logo
Das aus den 1970er Jahren stammende Logo der Stadt Witten – ein schwarzes Quadrat, in dem durch parallele schräge und senkrechte grüngefüllte Linien ein stilisiertes „W“ erkennbar war – wurde im Jahr 2005 ersetzt.
Das neue Logo – eine geschwungene Linie als „Witten-W“ – lässt sich als Verlauf der Ruhr interpretieren. Der Pinselstrich soll Weltoffenheit und Dynamik versinnbildlichen. Die blaue Farbe steht für das Wasser der Ruhr und betont die Nähe der Stadt zum Fluss, ihrer historischen Lebensader. Rechts über dieser Linie findet sich ein gefüllter Kreis, dessen Farbgebung den urbanen Mittelpunkt – das gold-gelb gestrichene Rathaus – symbolisieren soll.

### Städtepartnerschaften
Die Stadt Witten unterhält mit mehreren Städten Städtepartnerschaften, die teilweise durch eigene Vereine und Freundeskreise der Wittener Bürger belebt werden.
- Beauvais (Frankreich), seit 1975
- Mallnitz (Österreich), seit 1979
- Lev haScharon (Israel), seit 1979
- London Borough of Barking and Dagenham (Vereinigtes Königreich), seit 1979
- Bitterfeld-Wolfen (Deutschland), seit 1990 (zunächst Wolfen, am 1. Juli 2007 Fusion mit Bitterfeld)
- Kursk (Russland), seit 1990
- Tczew (Polen), seit 1990
- San Carlos (Nicaragua), seit 1990 Freundschaftsvertrag
- Mek’ele (Äthiopien), seit 2016

### Freie Träger und Organisationen
Witten ist Sitz der Föderation der Westthrakien-Türken in Europa.

## Schulen, Bildung

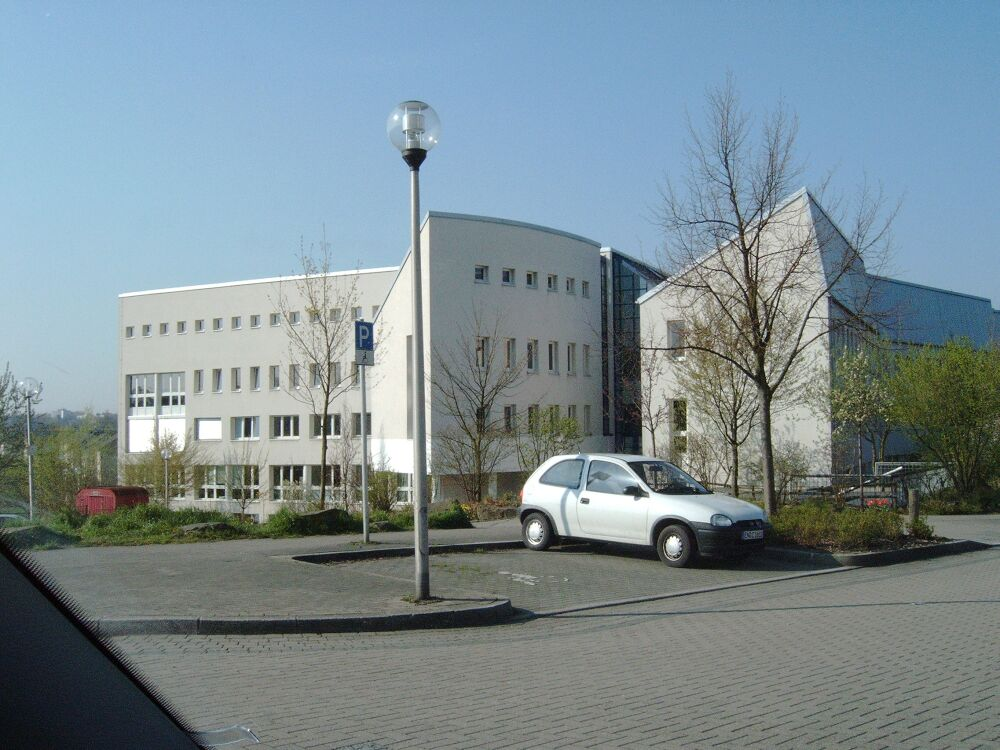
Universität Witten/Herdecke, Neubau Rückseite Ostgebäude

In Witten werden die Schüler im Primarbereich an siebzehn Grundschulen unterrichtet. Im Bereich der weiterführenden Schulen (Sekundarbereich) gibt es mit der Freiligrathschule und der Overbergschule zwei Hauptschulen, mit der Adolf-Reichwein-Realschule, der Helene-Lohmann-Realschule und der Otto-Schott-Realschule, welche seit 2022 in eine Gesamtschule umgewandelt wird, derzeit noch drei, bald nur noch zwei Realschulen, drei Gesamtschulen (Hardenstein-Gesamtschule, Holzkamp-Gesamtschule, Otto-Schott-Gesamtschule) und mit dem Albert-Martmöller-Gymnasium, dem Ruhr-Gymnasium Witten und dem Schiller-Gymnasium drei Gymnasien. Neben diesen Schulen im Regelschulbereich existieren noch zwei Waldorfschulen (Rudolf-Steiner-Schule Witten, Blote-Vogel-Schule Annen) und zwei Förderschulen (Pestalozzischule, Kämpenschule). Dazu gibt es in Witten noch sechs berufsbildende Schulen, die Volkshochschule (Witten-Wetter-Herdecke), eine kommunale und mehrere private Musikschulen, das Institut für Waldorf-Pädagogik und die Universität Witten/Herdecke, die als erste private deutsche Universität 1982 gegründet wurde. Seit dem Jahr 2016 beherbergt die Stadt auch die Evangelische Popakademie als zweiten Hochschulstandort der Hochschule für Kirchenmusik der Evangelischen Kirche von Westfalen in Herford.

## Gesundheit

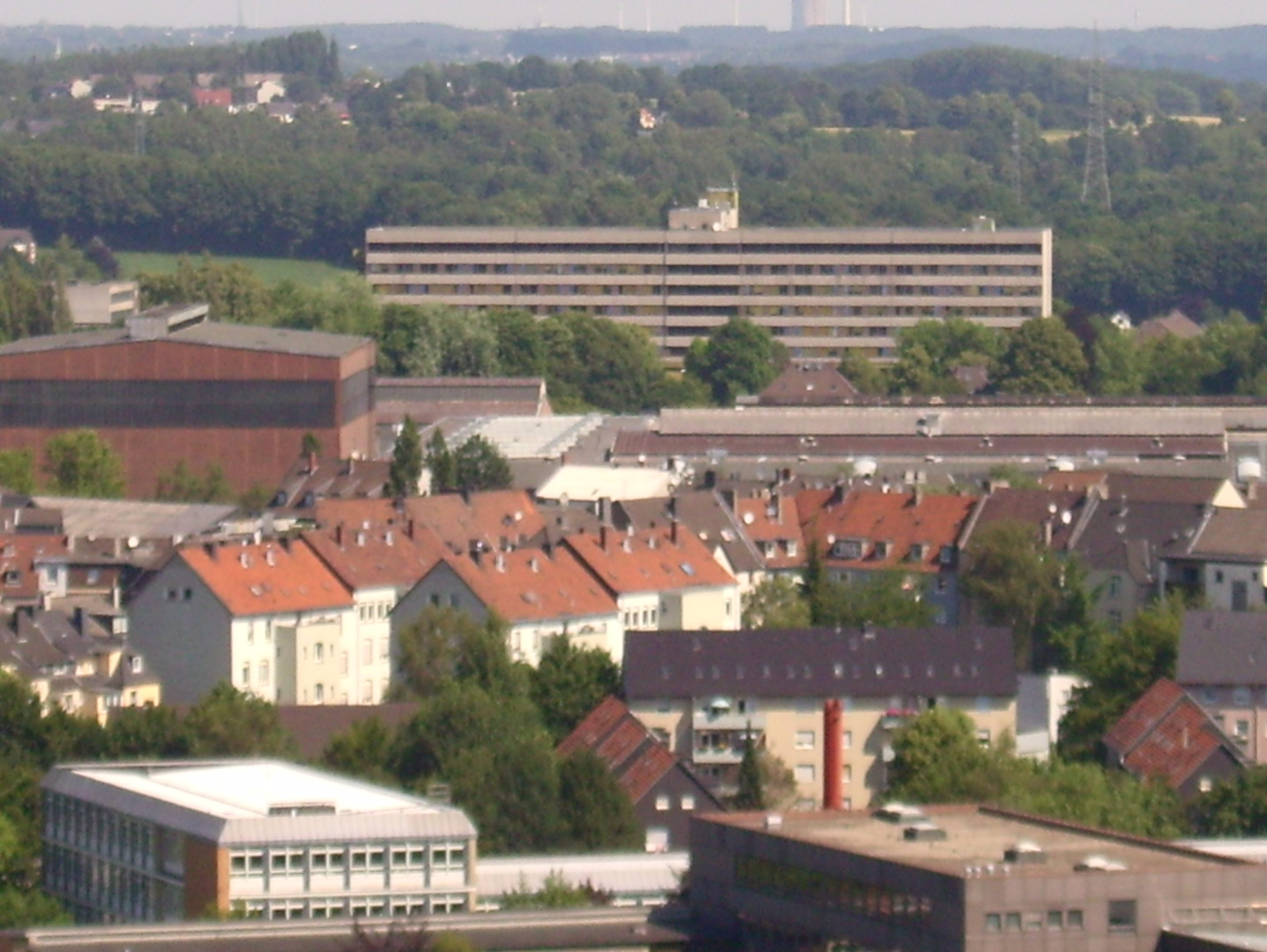
Das Evangelische Krankenhaus Witten, im Vordergrund die Otto Schott Realschule

Die Stadt Witten beherbergt zwei Krankenhäuser, das katholische Marienhospital und das Evangelische Krankenhaus Witten (bis Mitte der 1970er Jahre Diakonissenhaus, umgangssprachlich findet der Name bis heute Verwendung). Seit 2009 gibt es einen Standort des Deutschen Zentrums für Neurodegenerative Erkrankungen.

## Infrastruktur und Wirtschaft

### Verkehr

#### Straßenverkehr
Gegen Ende des 18. Jahrhunderts erhielt die Stadt mit der Chaussee Hagen–Witten–Bochum–Steele einen wichtigen Verkehrsanschluss. Diese neu angelegte, für den ganzjährigen Verkehr mit schweren Fuhrwerken ausgebaute Straße verlief üblicherweise nicht mitten durch die heutigen Innenstädte, Witten war durch die Hauptstraße und die Oberstraße angebunden. Durch die am Crengeldanz von der Chaussee abzweigende Straße in Richtung Dortmund entstand dort ein lokal wie regional bedeutender Verkehrsknoten. Ab 1803 verkehrte hier eine Postkutschenroute von Essen über Bochum und Hamm nach Unna. 1808 folgte eine weitere Route von Bochum über Stockum und Brünninghausen nach Hörde, die zwischen 1813 und 1822 vorübergehend ruhte. 1823 wurde am Crengeldanz eine feste Poststelle eingerichtet. Am 22. Juni 1825 folgte das Postwärteramt. Nachdem in der heutigen Innenstadt eine weitere Poststelle eingerichtet wurde, verlagerte sich der Verkehr vom Crengeldanz weg, so dass 1850 die zwischenzeitlich eingerichtete Post-Expedition schließen musste. Auf Betreiben der Glasfabrik Crengeldanz und der Brauerei Crengeldanz wurde diese 1881 als kaiserliches Postamt wiedereröffnet, dem zum 1. Juni 1882 eine eigene Telegrafenanstalt angegliedert wurde. Sie befand sich im Gebäude Crengeldanzstraße 92, das noch heute existiert.
Witten ist durch die A 43, A 448 und A 45 an das Autobahnnetz angebunden. An der A 43 befinden sich die Anschlussstellen Witten-Heven und Witten-Herbede, an der A 448 die Anschlussstellen Witten-Zentrum, Witten-Stockum und Witten-Annen und an der A 45 die Anschlussstelle Dortmund-Eichlinghofen.

#### Schienenverkehr

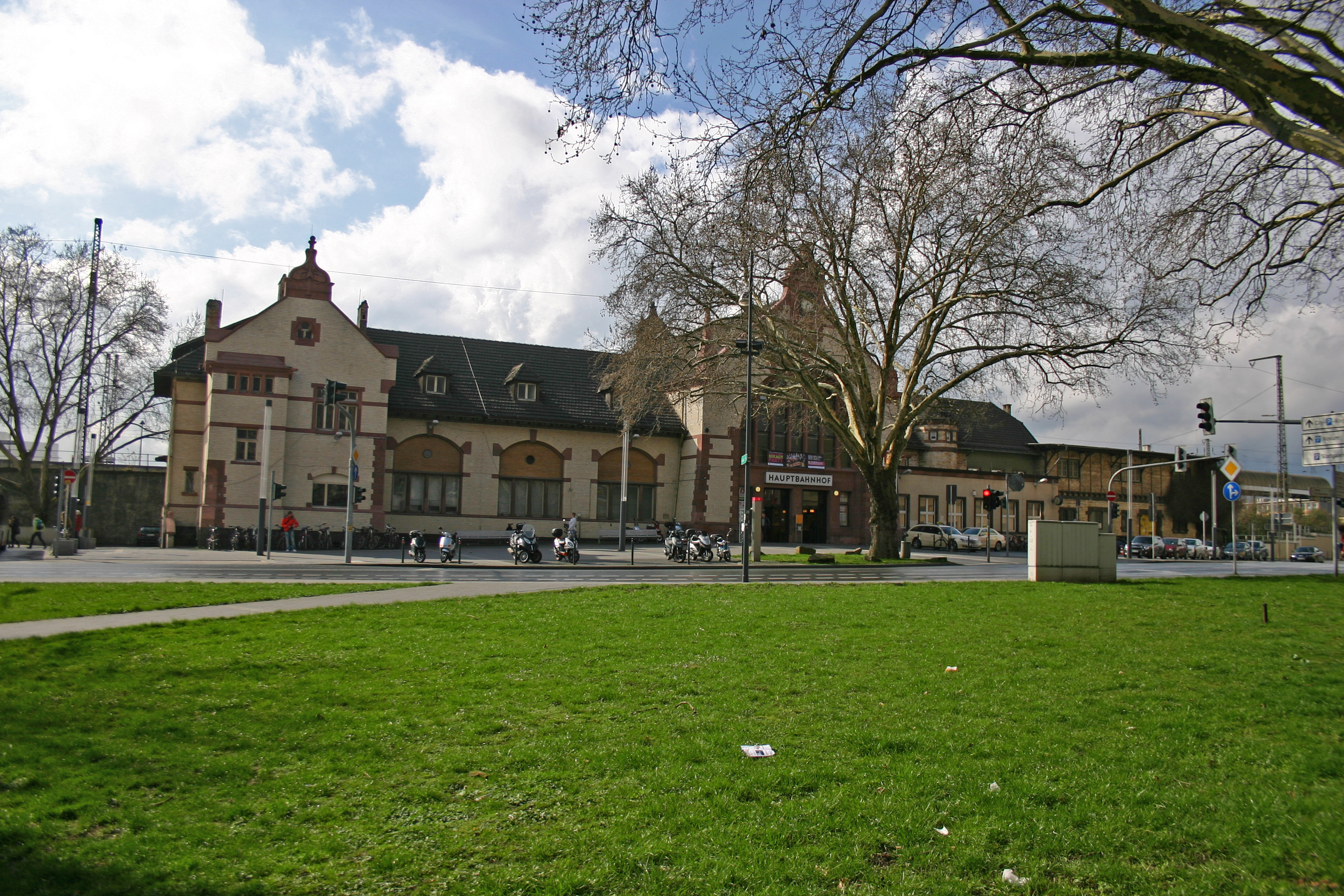
Hauptbahnhof

Der Wittener Hauptbahnhof liegt an der elektrifizierten DB-Kursbuchstrecke 427 von Hagen nach Dortmund bzw. Bochum (Bahnstrecken nach Dortmund und Bochum Hbf). Diese wurden 1848 (Hagen–Witten–Dortmund) bzw. 1862 (Witten–Bochum-Langendreer) von der Bergisch-Märkischen Eisenbahn-Gesellschaft gebaut. Zwischen Hagen-Vorhalle und Witten Hauptbahnhof besteht auf der anderen Ruhrseite eine parallele Güterzugstrecke.
In Witten Hauptbahnhof halten folgende Linien:
| Name                        | Nummer    | Zuglauf                                                                                                   |
| --------------------------- | --------- | --- |
| IC 34                       | IC 34     | Frankfurt Hbf – Siegen – Iserlohn-Letmathe – Witten – Dortmund (– Hamm – Münster)                         |
| Wupper-Express              | RE 4      | Dortmund Hbf – Witten Hbf – Hagen Hbf – Wuppertal Hbf – Düsseldorf Hbf – Mönchengladbach Hbf – Aachen Hbf |
| Ruhr-Lenne-Express          | RE 16     | Essen Hbf – Bochum Hbf – Witten Hbf – Hagen Hbf – Letmathe – Iserlohn                                     |
| Dortmund-Siegerland-Express | RE 34     | Dortmund Hbf – Witten Hbf – Letmathe – Siegen                                                             |
| Ruhr-Lenne-Bahn             | RB 40     | Essen Hbf – Bochum Hbf – Witten Hbf – Hagen Hbf                                                           |
| S-Bahn Rhein-Ruhr           | S 5 (S 8) | Dortmund Hbf – Witten Hbf – Wetter – Hagen Hbf (– Wuppertal Hbf – Düsseldorf Hbf – Mönchengladbach Hbf)   |

Durchgeführt wird der Schienenpersonennahverkehr von DB Regio NRW und National Express Rail. Zudem ist Witten seit Dezember 2021 wieder Fernverkehrshalt und wird zurzeit täglich von sechs Zugpaaren der IC-Linie 34 bedient. Es gibt eine durchgehende Verbindungen nach Frankfurt über Siegen und Wetzlar. Die Linie endet in Dortmund; einzelne Züge fahren weiter über Hamm nach Münster.
Neben dem Hauptbahnhof gibt es den Bahnhof Witten-Annen Nord, der ebenfalls von der Linie S 5 angefahren wird. 
Im Sommer verkehrt die Museumseisenbahn Ruhrtalbahn mit vier Haltepunkten auf Wittener Stadtgebiet: Witten-Bommern, Witten-Herbede, Ruine Hardenstein und Zeche Nachtigall.

#### Nahverkehr
Im Straßenpersonennahverkehr gibt es ein Angebot von Straßenbahn- und Busverbindungen. Betrieben werden sie, bis auf wenige Ausnahmen, von der Bogestra. 
Der ZOB war bis 2012 die am Kornmarkt gelegene Haltestelle Witten Rathaus. Am 14. Februar 2012 wurde er neben den Hauptbahnhof verlegt, um eine bessere Verknüpfung mit der Eisenbahn zu bieten. Die Haltestelle Bahnhofstraße der Straßenbahnlinien 309 (Bochum-Langendreer – Witten-Heven) und 310 (Bochum-Höntrop – Witten-Heven) liegt in der unmittelbaren Nähe.
Für den gesamten Öffentlichen Personennahverkehr gilt der Tarif des Verkehrsverbundes Rhein-Ruhr und tarifraumüberschreitend der NRW-Tarif. Im Übergang gilt außerdem der Westfalentarif.

#### Schiffsverkehr

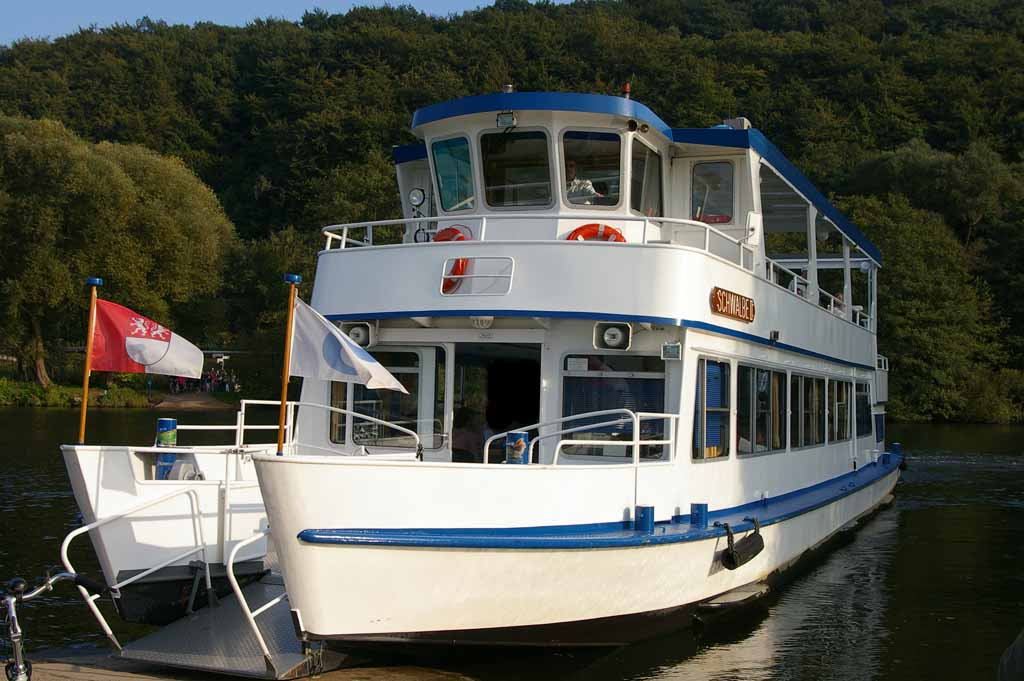
MS Schwalbe II

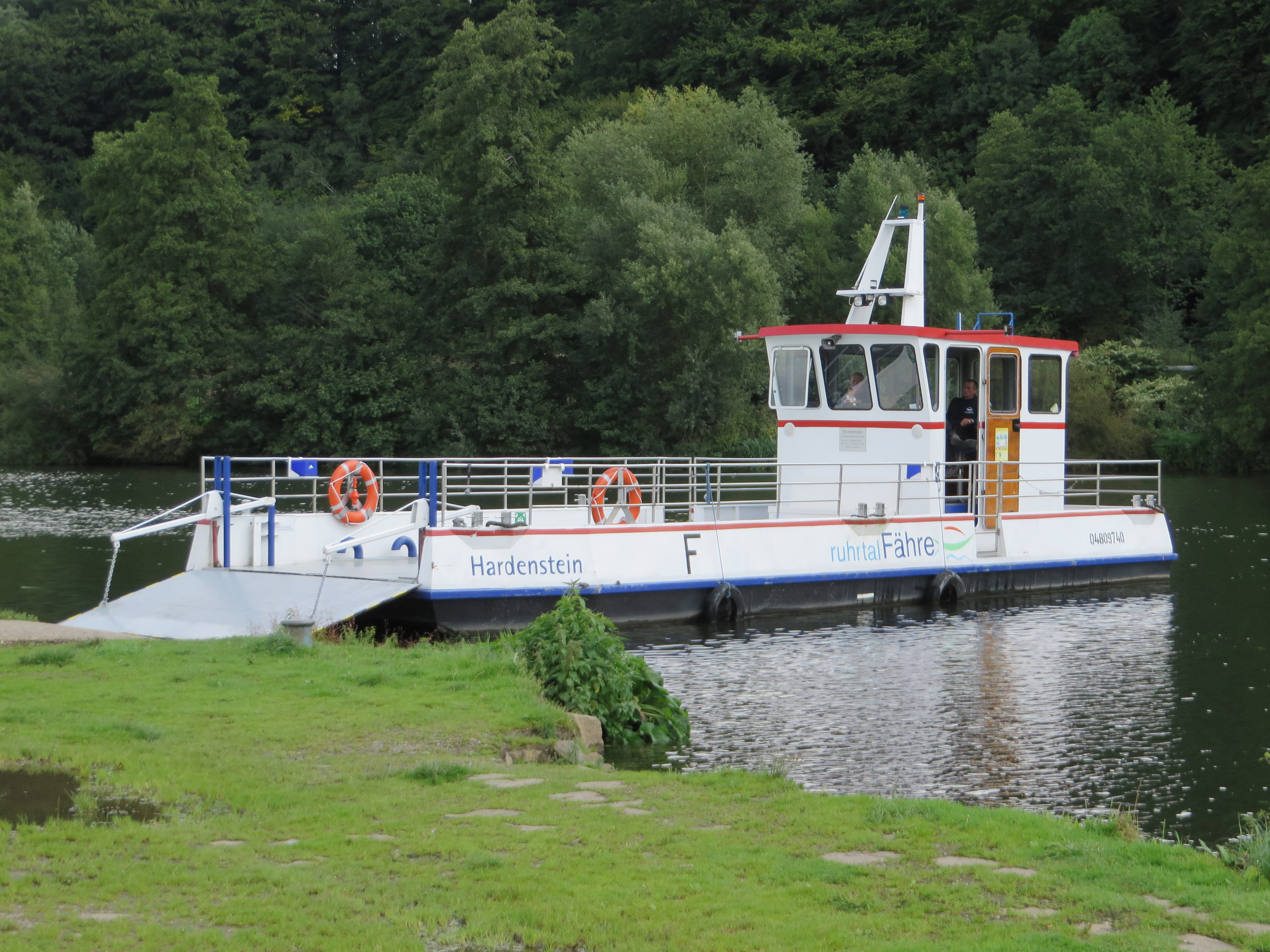
Ruhrfähre Hardenstein

Auf der Ruhr verkehrt im Sommer das Ausflugsschiff Schwalbe II der Stadtwerke Witten drei- bis viermal täglich. Anleger sind: Bommern Uferstraße, Zeche Nachtigall, Burgruine Hardenstein, Schleuse Herbede, Herbede Lakebrücke und Freizeitbad Heveney.
Am Freizeitbad Heveney besteht eine Umsteigemöglichkeit zum Ausflugsschiff Kemnade. Das Boot verkehrt vier- bis achtmal täglich auf dem seit 1979 bestehenden Kemnader Stausee. Anlegestellen sind: Seglerhaus Hafen Heveney, Kemnader Wehr, Oveney, Herdede Südufer, Freizeitbad Heveney.
Die Hardenstein, auch Ruhrtalfähre, ist eine Personenfähre auf der Ruhr in Witten. Sie verkehrt kostenlos in Nähe der Burgruine Hardenstein in Herbede und der Herbeder Schleuse in Heven und stellt so eine touristische Bereicherung des Ruhrtalradwegs dar.

### Ansässige Unternehmen

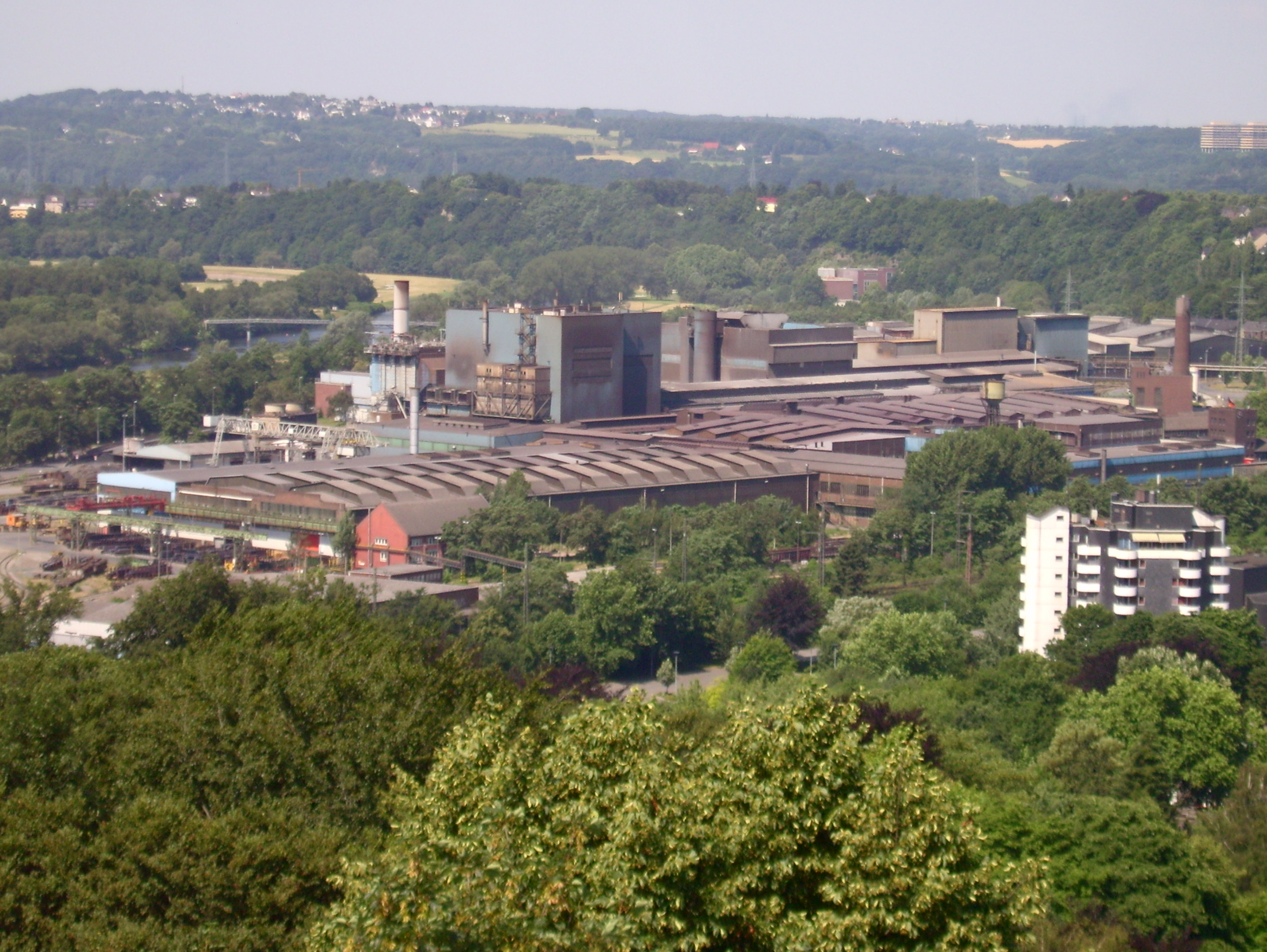
Deutsche Edelstahlwerke Specialty Steel

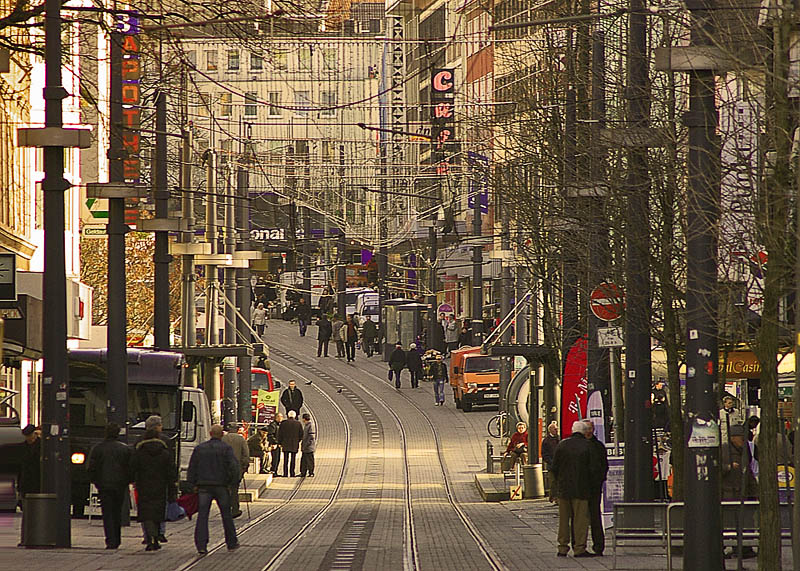
Die obere Bahnhofstraße

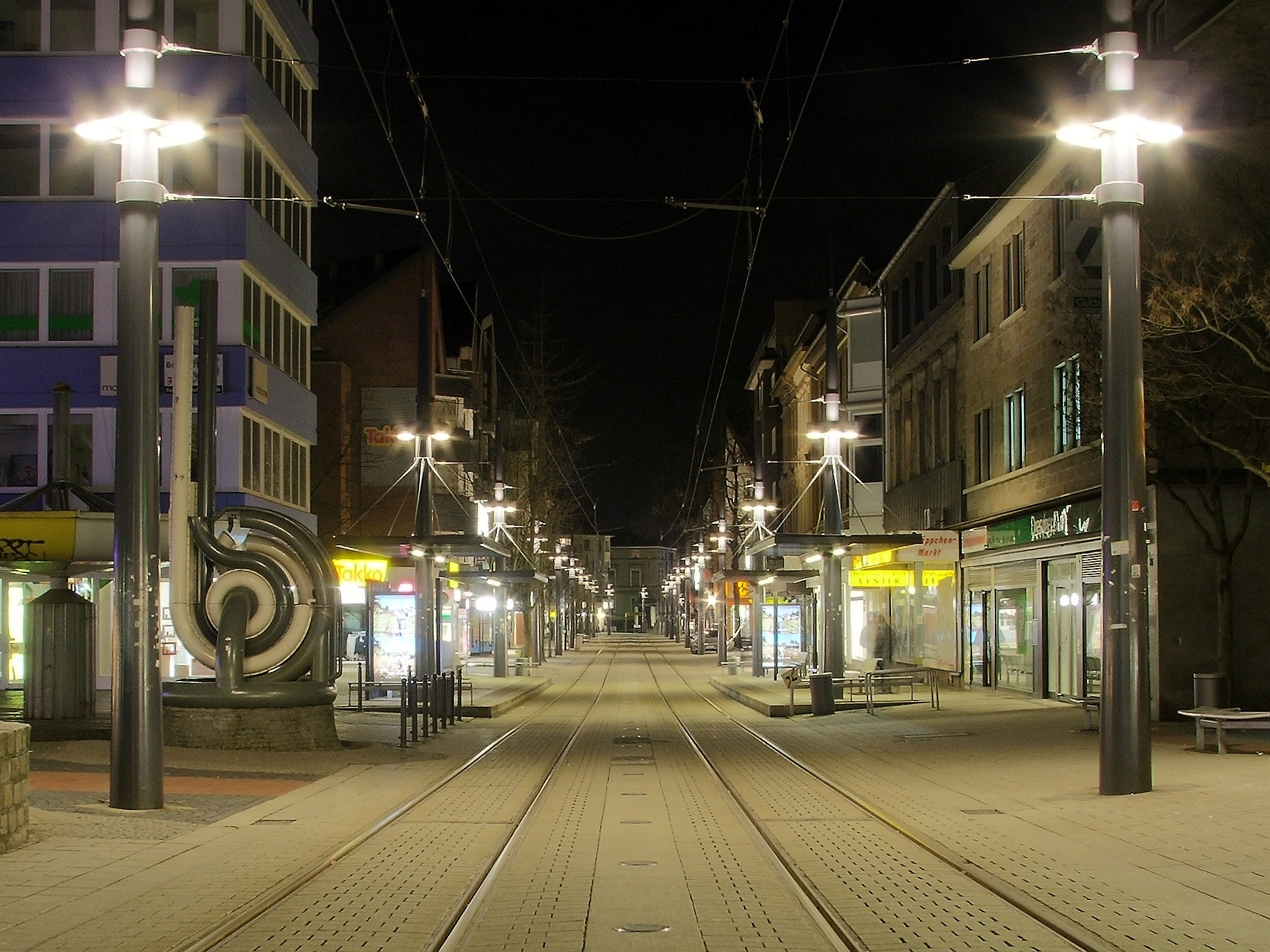
Die untere Bahnhofstraße bei Nacht

Folgende Firmen haben ihren Sitz oder eine Niederlassung in Witten: Ardex (Spezialwerkstoffe für das Bauhandwerk), Boesner (Künstlerbedarf), ZF Industrieantriebe Witten GmbH (Getriebebau, Antriebstechnik, Windenergie; Nachfolgeunternehmen der Lohmann und Stolterfoht GmbH), Deutsche Edelstahlwerke (Edelstahl-Langprodukte), Evonik Degussa (Zweigwerk), High Precision Components GmbH (Automobilzulieferer), J.D. Neuhaus (druckluftbetriebene Hebezeuge, Windentechnik, Krananlagen), Harry-Brot (Großbäckerei), Ostermann (Stammsitz, Möbeleinzelhandel), Pilkington Automotive (Fahrzeugglas), Privatbrennerei Sonnenschein (Spirituosen), Stadtwerke Witten, Friedr. Lohmann GmbH (Stahlfabrik), Stiftung Christliche Medien (Medienholding), SMS Meer (Anlagenbau, vormals Wagner-Banning-Ringwalzen), Weichenwerk Witten (Eisenbahnweichen), Volz Maschinenhandel (Werkzeugmaschinengroßhandel).

### Medien
Die Funke Mediengruppe (Essen) ist mit den Tageszeitungen Westdeutsche Allgemeine und Westfälische Rundschau vertreten (mit inhaltsgleichem Lokalteil). Witten ist somit ein Einzeitungskreis. Das Anzeigenblatt Witten aktuell wird bei ORA verlegt, einem Gemeinschaftsunternehmen der Funke Mediengruppe und des Medienhauses Lensing (Dortmund). In Witten erscheinen die Stadtmagazine Stadtmagazin Witten, Image Witten sowie das lokale Onlinemagazin Stadtzeit Witten und die stadtteilbezogenen Magazine Der Bommeraner bzw. Der Herbeder. Witten transparent ist ein monatlich erscheinendes PR-Journal mit dem Schwerpunkt Gesundheit.
Witten gehört zum Redaktionsgebiet des TV-Landesstudios Dortmund des WDR.
Der kreisweite und zu Radio NRW gehörende lokale Radiosender Radio Ennepe Ruhr informiert über die Geschehnisse in der Stadt. Das Ruhrstadtstudio ist eine Radiowerkstatt, in der Beiträge für den Bürgerfunk des Lokalradios produziert werden.

## Kultur und Sehenswürdigkeiten

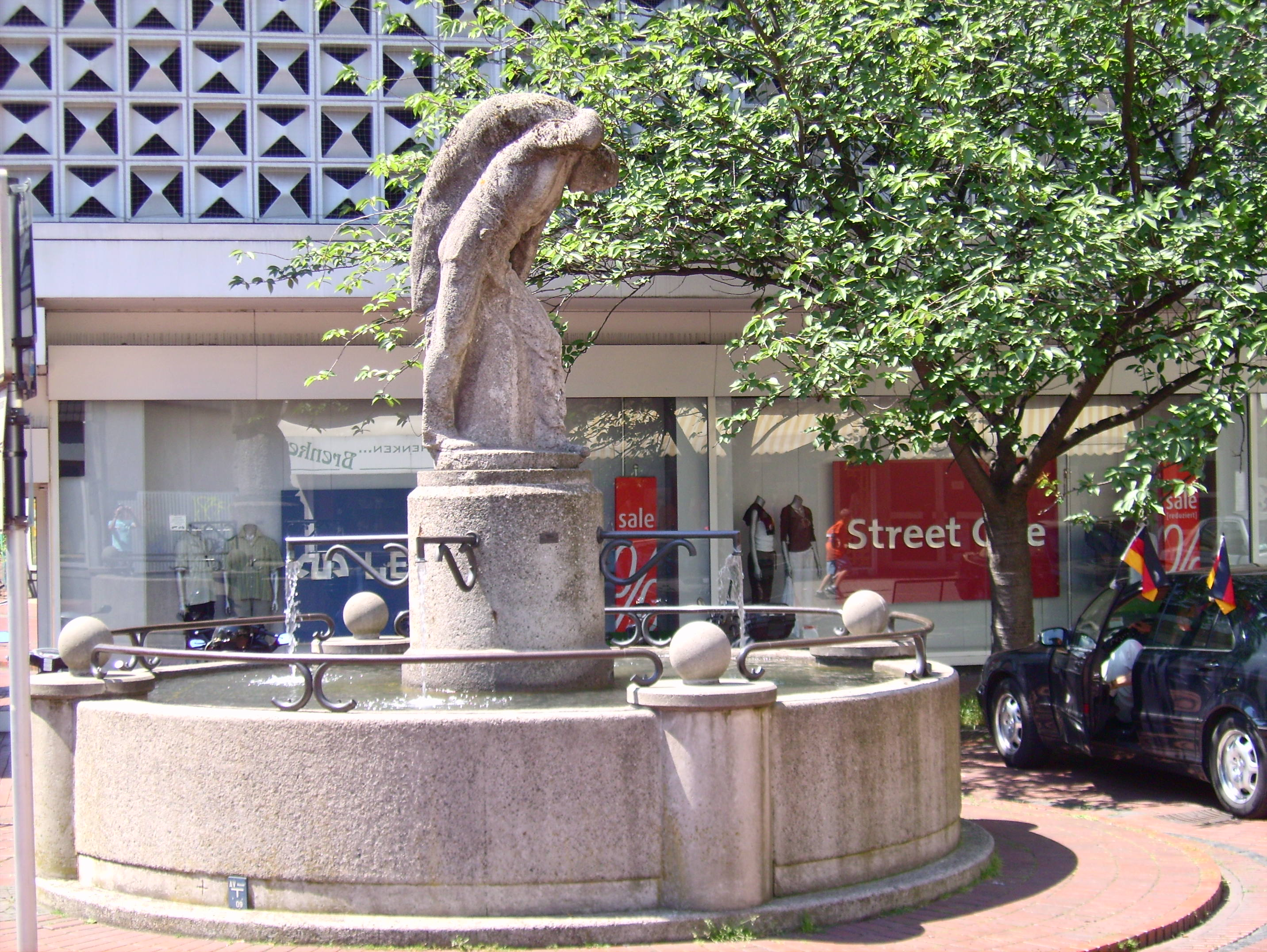
Der Sackträger in der Innenstadt

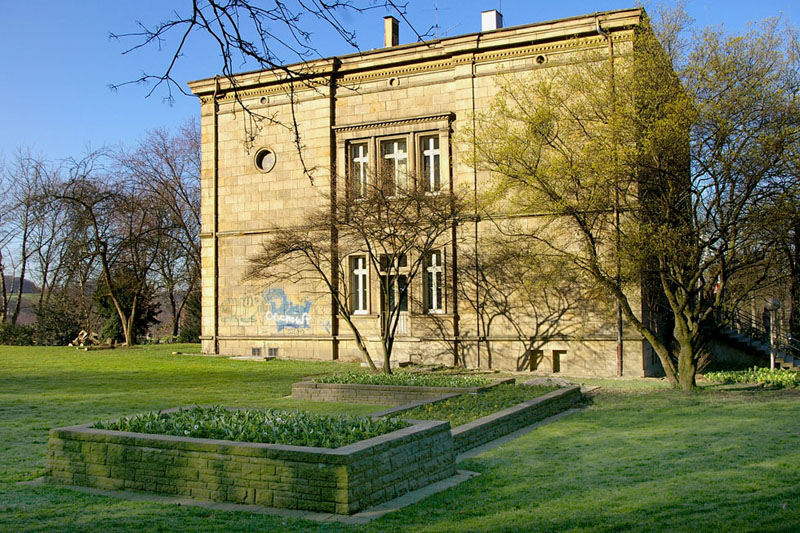
Villa Friedrich Lohmann sen. im Stadtpark

### Theater
Eigene Spielstätten haben das Tanztheater Abrakadabra, seit 1999 die Ruhrbühne Witten – ein 1926 gegründetes Amateurtheater –, die Theatergemeinschaft Frohsinn, eine bereits seit 1921 spielende Laienbühne, sowie der Stockumer Theaterverein, den theaterbegeisterte Wittener 1993 ins Leben riefen. Daneben gibt es das Tourneetheater theater-spiel für Kinder und Jugendliche. Im Saalbau organisiert die Volksbühne Witten Theater- und Musikaufführungen.

### Musik
Die Städtische Musikschule bietet neben dem Studium von Instrumenten und Gesang auch Auftritte verschiedener Orchester und Ensembles. Die Rhein-Ruhr-Philharmonie ist ein nichtprofessionelles Sinfonieorchester mit jährlich zwei Konzertphasen. Weitere Amateur-Ensembles sind der Wittener Bach-Chor (gegründet 1919), das Wittener Mandolinen- und Gitarrenorchester, das seit 1929 besteht und das Symphonische Blasorchester Witten „BloW“.
Das Festival Wittener Tage für neue Kammermusik lädt jährlich im April zu zeitgenössischer Musik, Klangkunst und Musiktheater. In Witten haben überregional bekannte Bands ihre Heimat, beispielsweise die Rapper von Sons of Gastarbeita, die Hip-Hop-Formation Creutzfeld & Jakob, die Neue-Deutsche-Härte-Band Eisheilig sowie Franz K., die sich seit ihrer Gründung 1969 dem Blues und Deutschrock verschrieben haben. In deren Franz-K.-Studio entstanden auch zahlreiche Aufnahmen anderer Musiker und Bands wie Sacrosancts Debütalbum Truth Is – What Is sowie Singles und/oder Alben von Geff Harrison, Virus D, No More, Gypsy Kyss, Pestilence, Mephisto und vielen weiteren.
Das Musiklabel Drakkar Entertainment hat seinen Sitz in Witten. Dieses besteht aus zwei unterschiedlichen Bereichen, von denen eines spezialisiert ist auf Heavy Metal und Rockmusik, während das andere Gothic Rock und Dark Wave vermarktet. Das Vorgängerunternehmen Drakkar Promotion wird zu den  Pionieren der in den 1980er Jahren entstehenden deutschen Metal-Szene gezählt. Seinerzeit von Drakkar vertretene junge Bands wie Sodom, Kreator, Running Wild und Rage schafften in dieser Zeit ihren Durchbruch und wurden zu international bekannten Acts.
Im Konzertsaal der evangelischen Popakademie finden regelmäßig öffentliche Konzerte statt.

### Kino
Die Burg Kino Witten GmbH betreibt ein Kino mit vier Sälen von 250, 145, 85 und 30 Sitzplätze. Der Filmclub Witten präsentiert in der Werk°Stadt und im Haus Witten Filmkunst.

### Vereine und Zentren
Die „Bildungs- & KulturInitiative“ zeigt zeitgenössische Kunst- und Kulturprojekte. Das „Studio Stellwerk“ – ein Zusammenschluss von Fotografen, Künstlern und Kulturmanagern – betreibt auch die Kulturkneipe „Knut’s“. „Trotz Allem“ ist das unabhängige soziokulturelle Zentrum Wittens und beherbergt die Gustav-Landauer-Bibliothek Witten. Seit 1977 widmet sich das Jugend- und Kulturzentrum „Werk°Stadt“ der „Kultur für alle“ und dort ist auch das Jugendcafé „Treff°“ angesiedelt. Das Hochschulwerk Witten/Herdecke e. V. (HSW) betreibt das Veranstaltungszentrum „B63“ in der unteren Bahnhofstraße.

### Museen

Märkisches Museum mit Stadtbücherei

Das Märkische Museum für zeitgenössische Kunst zeigt die Sammlung der Stadt Witten über deutsche Malerei und Grafik von 1900 bis zur Gegenwart. Das Museum befindet sich in der Innenstadt.
Im Hebezeug-Museum/Windenschmiede im Stadtteil Heven, einer privaten Ausstellung der Firma J.D. Neuhaus Hebezeuge GmbH & Co., sind neben der Windenschmiede zahlreiche historische Maschinen sowie der Nachbau eines Lübecker Krans aus dem 14. Jahrhundert zu besichtigen.
Das Museum des Diakoniewerks Ruhr zeigt medizinische Geräte der letzten 100 Jahre.
Auf dem Gelände der ehemaligen Zeche Theresia befindet sich das Deutsche Gruben- und Feldbahnmuseum. Von April bis Oktober ist es jeden ersten und dritten Sonntag im Monat geöffnet. Es bietet neben der Besichtigung zahlreicher Exponate von Zechenbahnen auch die Möglichkeit, mit einer Feldbahn zu fahren. Die betriebene Strecke führt vom Wanderparkplatz an der Nachtigallstraße über das Gelände der Zeche Theresia zur Zeche Nachtigall. Die ehemalige Zeche Nachtigall ist einer von acht Standorten des LWL-Industriemuseums. Hier hat man die Möglichkeit, die Zeche Eimerweise, einen historischen Lastkahn, das Maschinenhaus der Zeche und eine Ringofen-Anlage (in der Backsteine bzw. Ziegel gebrannt wurden) zu besichtigen. Beide Museen liegen im Stadtteil Bommern.
Im ehemaligen Bethaus der Bergleute im Muttental dokumentiert die Dauerausstellung „Vom Bethaus zur Kohle“ das Alltagsleben der Bergleute. Der Bergbauwanderweg Muttental führt hier vorbei zum „Zechenhaus Herberholz“ im Muttental. Der „Förderverein bergbauhistorischer Stätten“ hält hier im Haus und auf dem Außengelände ein Museum bergmännischer Ausstattung, Werkzeuge und Maschinerie vor.
Deutschlands größte Ausstellung von Shona-Skulpturen aus Simbabwe befindet sich im Garten von Schloss Steinhausen.

### Sehenswürdigkeiten

#### Innenstadt

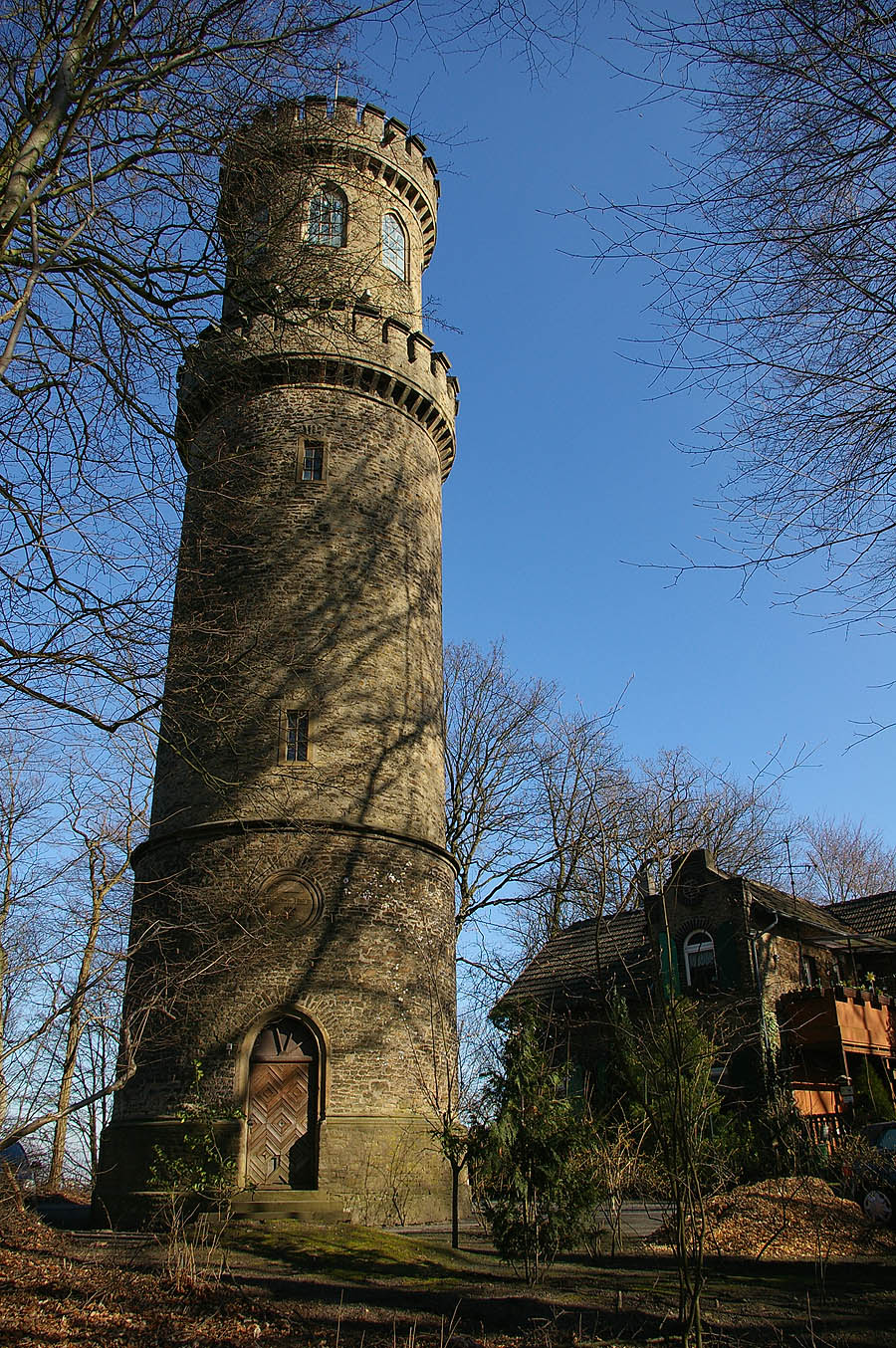
Helenenturm

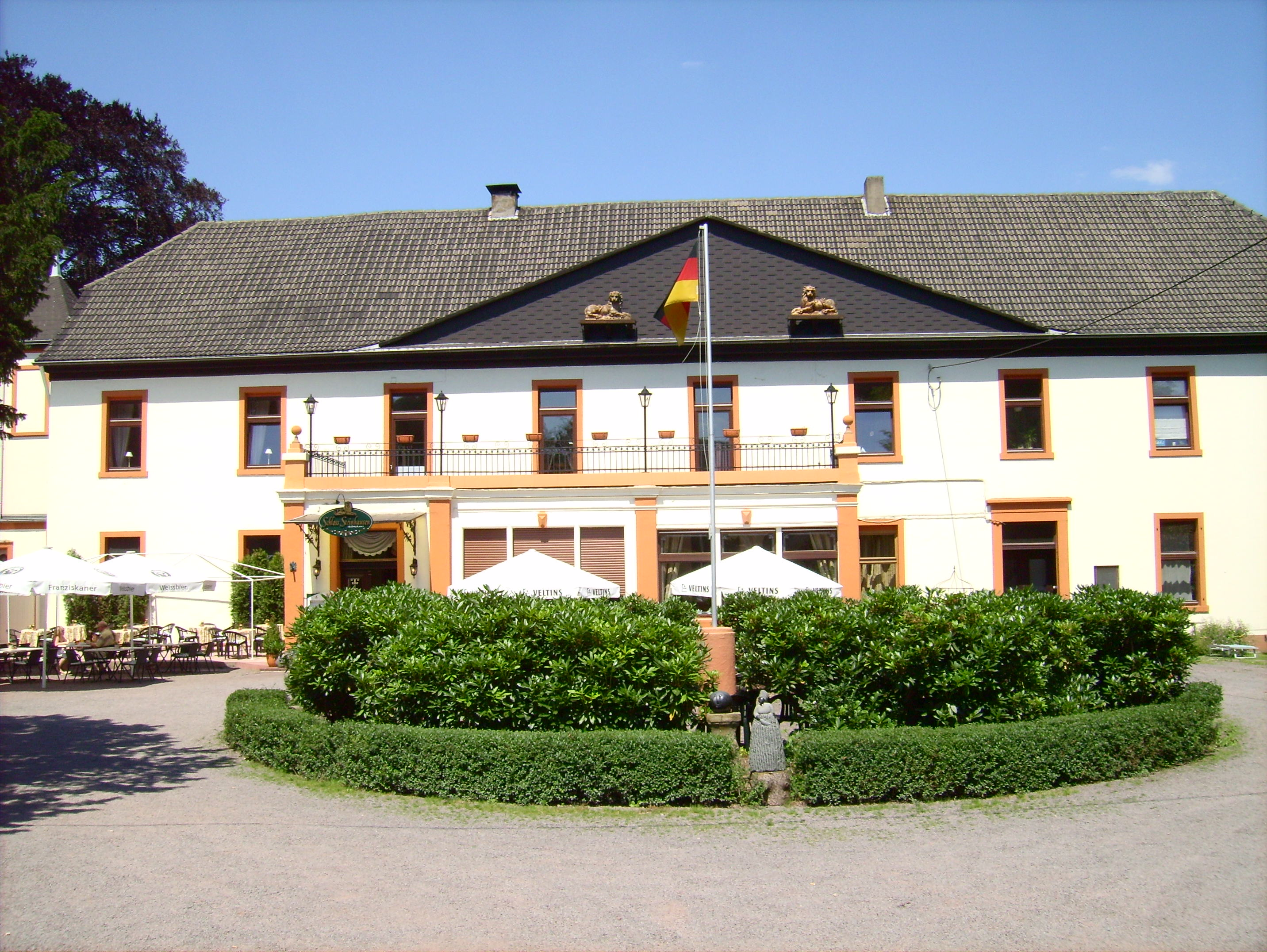
Schloss Steinhausen im Stadtteil Bommern

Das Haus Witten wurde als Herrenhaus eines Ritterguts erbaut und beherbergt heute das städtische Kulturzentrum und ein Szenelokal.
Die Türme der Johanniskirche von 1752, der ältesten Kirche der Stadt, und des benachbarten Rathauses von 1926 bilden das Wahrzeichen der Stadt.
Die römisch-katholische Marienkirche wurde 1846–1848 erbaut und 1894–1896 erheblich erweitert, von 1872 bis 1891 beherbergte sie die altkatholische Gemeinde.
Das dorfartige Kulturzentrum Wittener WERK°STADT wurde in der ehemaligen Fabrikhalle eines Zweigwerks der Mannesmannröhren-Werke erbaut.
Den Helenenturm errichtete Justizrat Eduard Strohn 1858 zu Ehren seiner verstorbenen Frau Helene Strohn geb. Lohmann, erst 1909 wurde er Eigentum der Stadt.
In der Nähe der Stadtmitte lädt der Schwesternpark zum Verweilen ein.
Die Gartenstadt Crengeldanz, eine weitgehend erhaltene Arbeitersiedlung im Bergischen Stil wurde 1913 erbaut. In der Nähe befindet sich die ehemalige Wasserburg Haus Crengeldanz.
Der Trinkwasser-Lehrpfad der Stadtwerke Witten zeigt die Stationen der Wasseraufbereitung. Auf dem Gelände einer Wassergewinnungstation zwischen der Ruhr und dem Ruhrdeich gelegen, kann der Lehrpfad nach Anmeldung bei den Stadtwerken besichtigt werden.

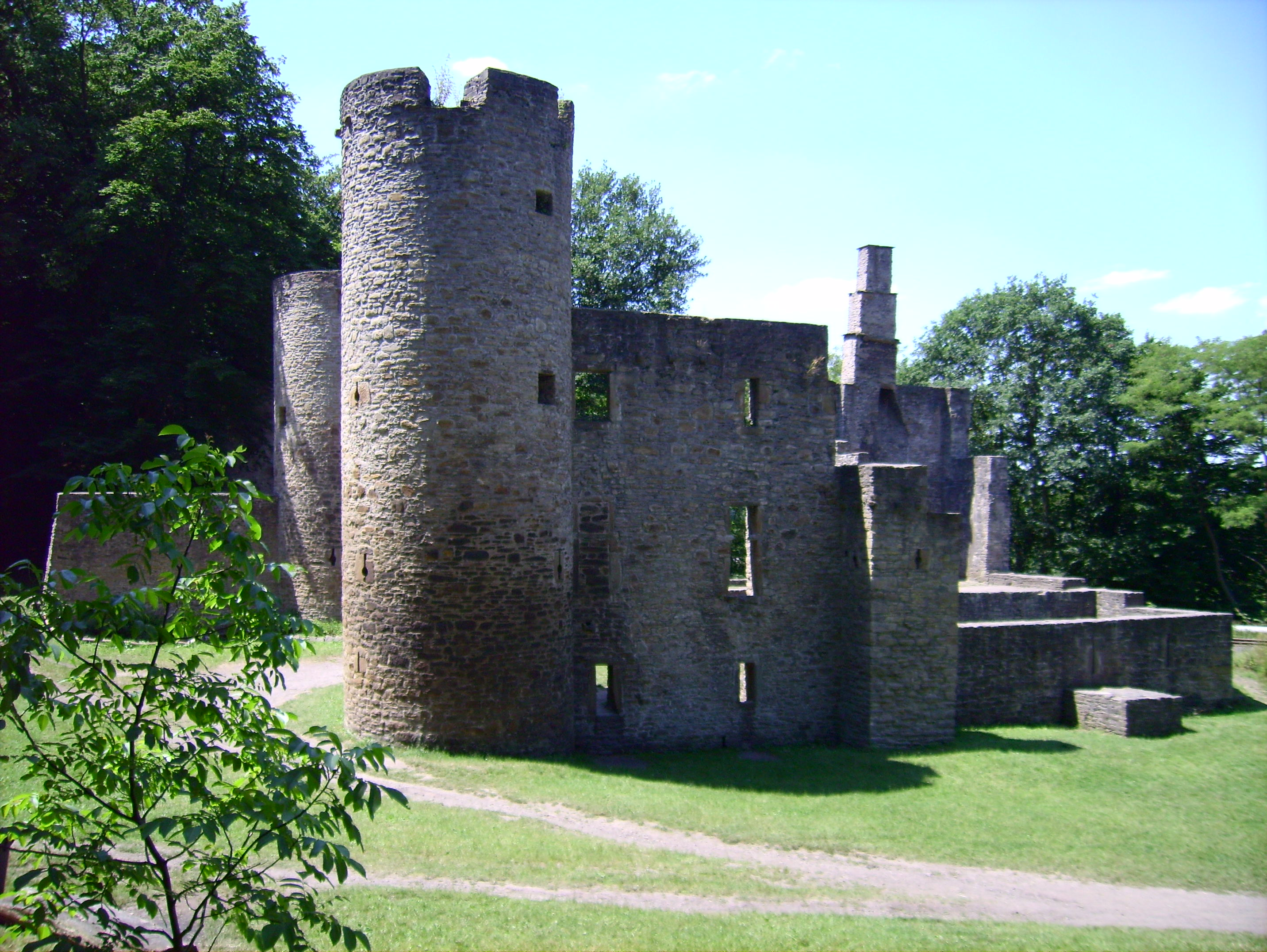
Burgruine Hardenstein

#### Bommern
Schloss Steinhausen, eine ursprünglich mittelalterliche Burganlage mit Herrenhaus (Umbau Anfang des 19. Jahrhunderts) und Schlosspark.

#### Herbede
Im Naturschutzgebiet Hardenstein in der Nähe der Zeche Nachtigall liegt Burg Hardenstein. Früher eine Wasserburg, ist die Anlage heute verfallen.
Haus Herbede, ein historisches Rittergut mit Vierflügelanlage, dient als Begegnungsstätte sowie Kunsthandwerkszentrum mit Galerien. Der mittelalterliche Gewölbekeller wird als Restaurant genutzt.
In Vormholz befindet sich ein Ehrenmal.

#### Annen
Die römisch-katholische Josephskirche wurde 1903–1904 errichtet, am 1. Januar 1913 erfolgte die Erhebung zur selbständigen Pfarrei. Das Geläut der Kirche besteht aus drei Glocken aus der Glocken- und Metallgießerei Carl Munte. Die E-Ton-Glocke hat ein Gewicht von 920 kg und ist dem heiligen Josef von Arimathäa geweiht. Die G-Ton-Glocke wiegt 525 kg und ist dem heiligen Bonifatius geweiht und die kleinste, die A-Ton-Glocke, wiegt 386 kg und ist dem heiligen Liborius geweiht. Die beiden kleinen Glocken sind Ersatzstücke für ihre im Zweiten Weltkrieg eingeschmolzenen Vorgänger und bestehen im Gegensatz zur großen Glocke nicht aus Bronze, sondern aus Gussstahl.
Die evangelische Erlöserkirche wurde 1872–1874 erbaut und steht seit 1992 unter Denkmalschutz, besonders sehenswert sind ihre farbig verglasten Fenster. Die Orgel aus dem Jahr 1968 erklingt mit 31 Registern auf drei Manualen und Pedal.
Den Annener Marktplatz ziert die Steinskulptur Marktfrau.
Das Karmelitinnen-Kloster im Ardeygebirge ist seit 1952 in Witten ansässig, nachdem die Nonnen nach dem Zweiten Weltkrieg aus Breslau vertrieben wurden.
Das Borbachschlösschen wurde 1867 errichtet und liegt im Borbachtal in Annen, oberhalb der Ruhr in unmittelbarer Nähe des Hohensteins. Seine dezente Architektur wird vor allem durch den neogotischen Spitzbogen und die Erker aus Ruhrsandstein geprägt, auch die historistischen Stuckdecken und Säulen sowie die Jugendstil-Bleiverglasungen sind sehenswert.

#### Umgebung

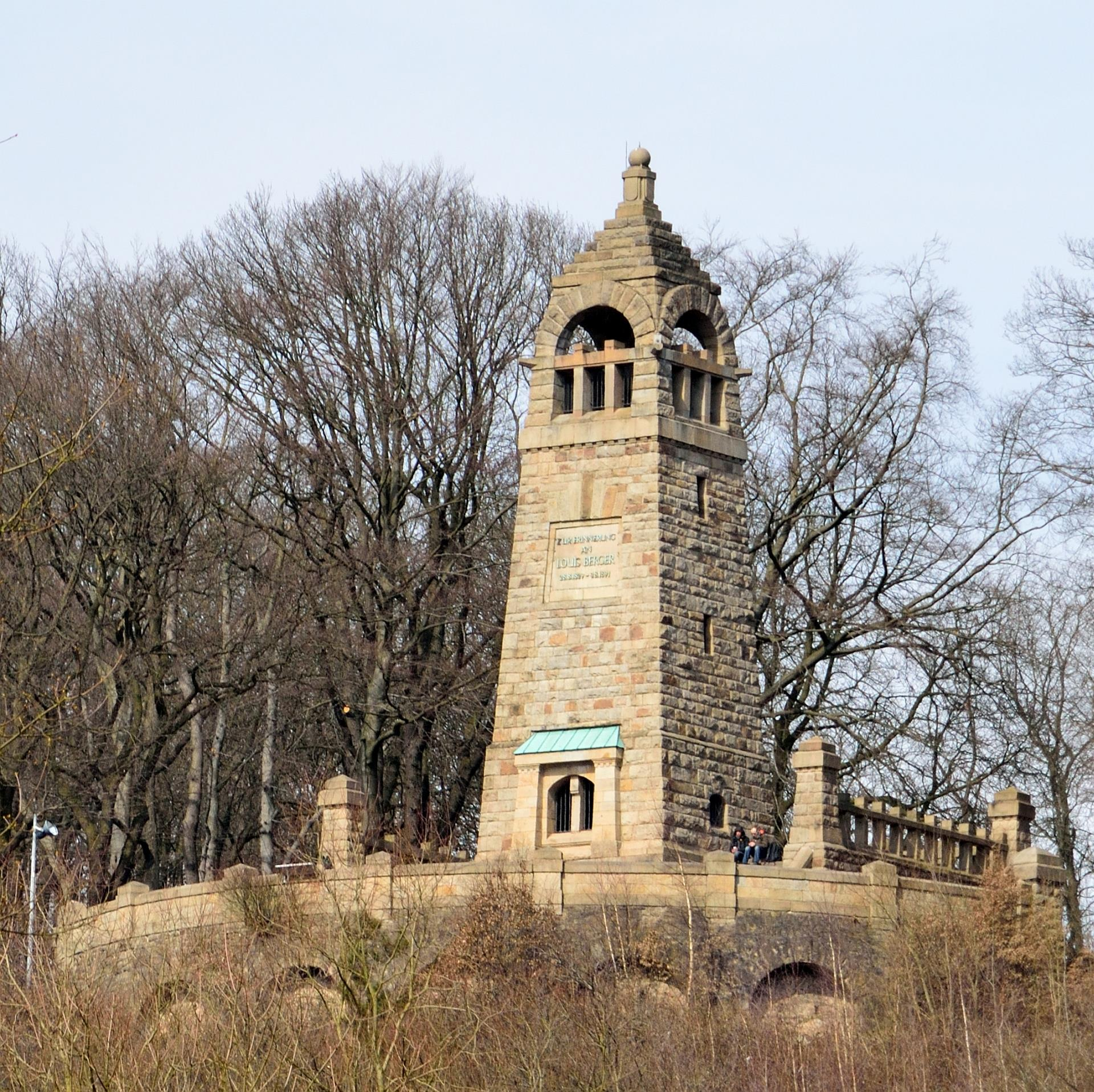
Berger-Denkmal

Das Berger-Denkmal auf dem Hohenstein ist ein 21 Meter hoher Aussichtsturm, der einen weiten Blick über das Naherholungsgebiet des Ruhrtals bietet.
Das 1925 fertiggestellte Wasserkraftwerk Hohenstein liegt in der Ruhr unterhalb des Hohensteins, es steht unter Denkmalschutz und ist Teil der Route Industriekultur.
Die Plattform des Wasserturms Kermelberg, einer Landmarke, können Besucher nach Absprache mit den Stadtwerken besteigen.
Der überregional bekannte Bergbauwanderweg Muttental führt durch den Stadtteil Bommern und weiter, vorbei an zahlreichen Sehenswürdigkeiten des Bergbaus. Auf vielen Schautafeln werden die sichtbaren Relikte des Bergbaus und deren Geschichte erklärt.
Eisenbahnfreunde können die Museumsbahnstrecke des Eisenbahnmuseums Bochum-Dahlhausen nutzen, deren Haltepunkte in den Stadtteilen südlich der Ruhr zu finden sind.
Ein weiteres Ausflugsziel ist der Ruhr-Viadukt der Eisenbahnstrecke Witten-Hagen und der größtenteils stillgelegten Elbschetalbahn.
Der Kemnader See ist ein beliebtes Naherholungsgebiet zwischen den Städten Witten, Bochum und Hattingen.

## Freizeitgestaltung

### Nichtkommerzielle Angebote

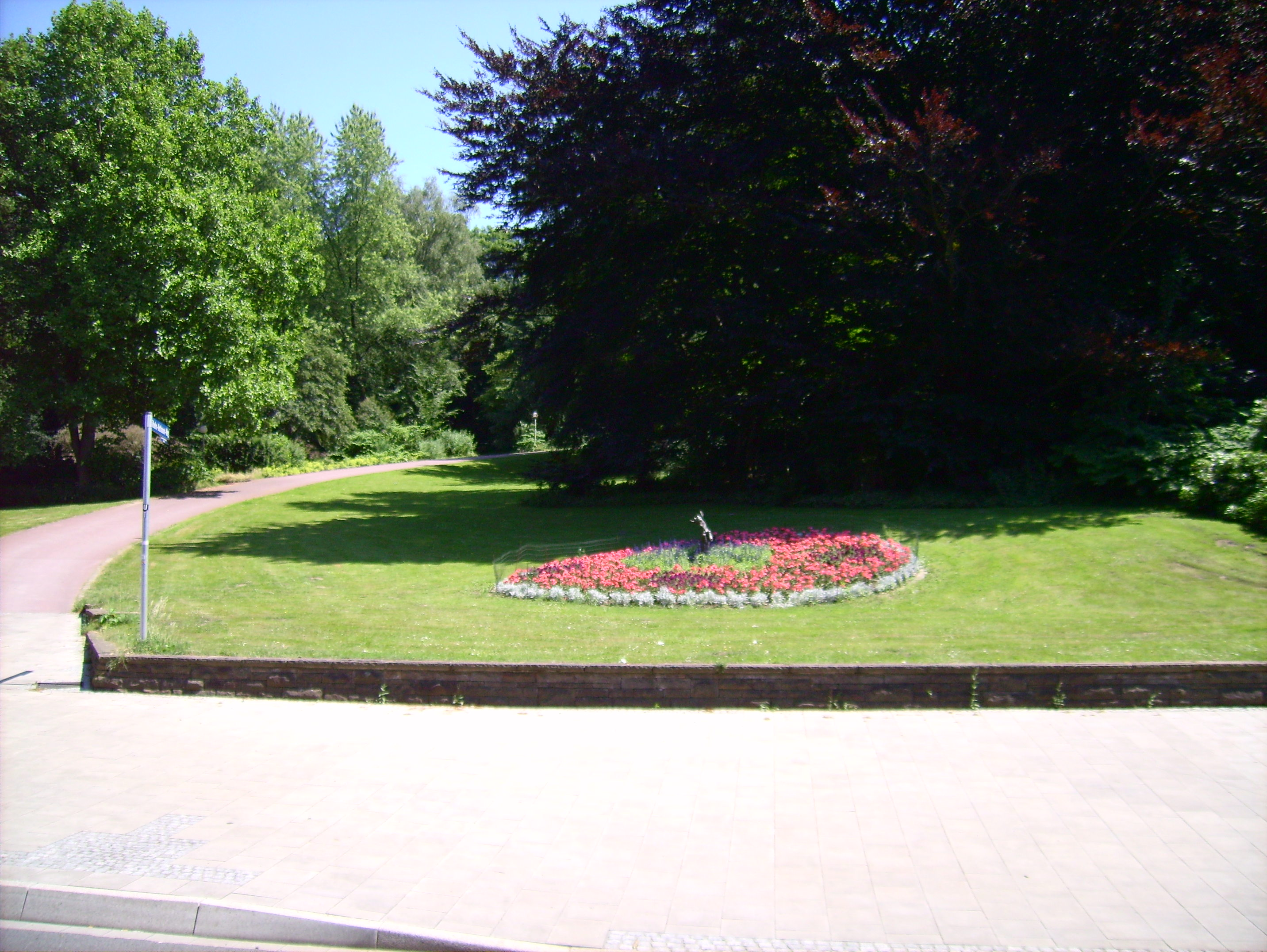
Eingang zum Stadtpark der Stadt

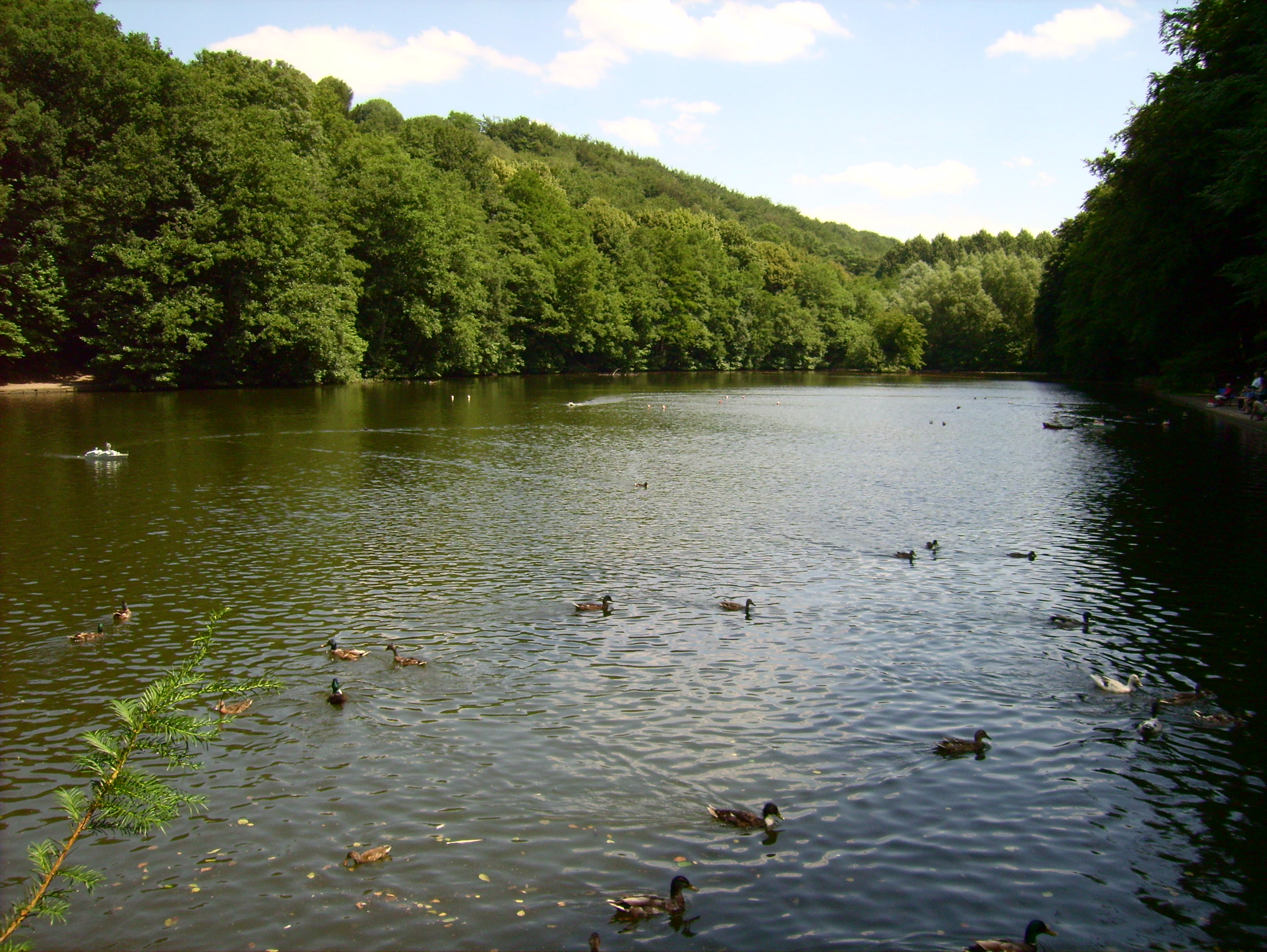
Der Hammerteich im Naherholungsgebiet Hohenstein

Über 150 km markierte Wanderwege und fünf ausgeschilderte, thematische Radrundwege im Stadtgebiet bieten sportliche Freizeitgestaltung. Der Kemnader Stausee bietet Wassersportmöglichkeiten; rund um den See stehen Liegewiesen zur Verfügung. Das Wiesengelände zwischen See und Haus Kemnade hat sich aufgrund seiner hervorragenden Windverhältnisse zum Treffpunkt von Flugdrachenliebhabern entwickelt. Am Steinbruch Imberg, dem Jugendtreffpunkt in Annen, können Außengelände mit kleiner Halle und Felsklettern genutzt werden.

### Kommerzielle Angebote
Wassertourismus bieten zwei Ausflugsboote auf der Ruhr und dem Kemnader See, an letzterem besteht ein Bootsverleih. Das Ruhrtal kann mit einem Museumszug erkundet werden. Der Berliner Platz bietet das größte Straßencafé in der Innenstadt.

### Sportvereine und -einrichtungen

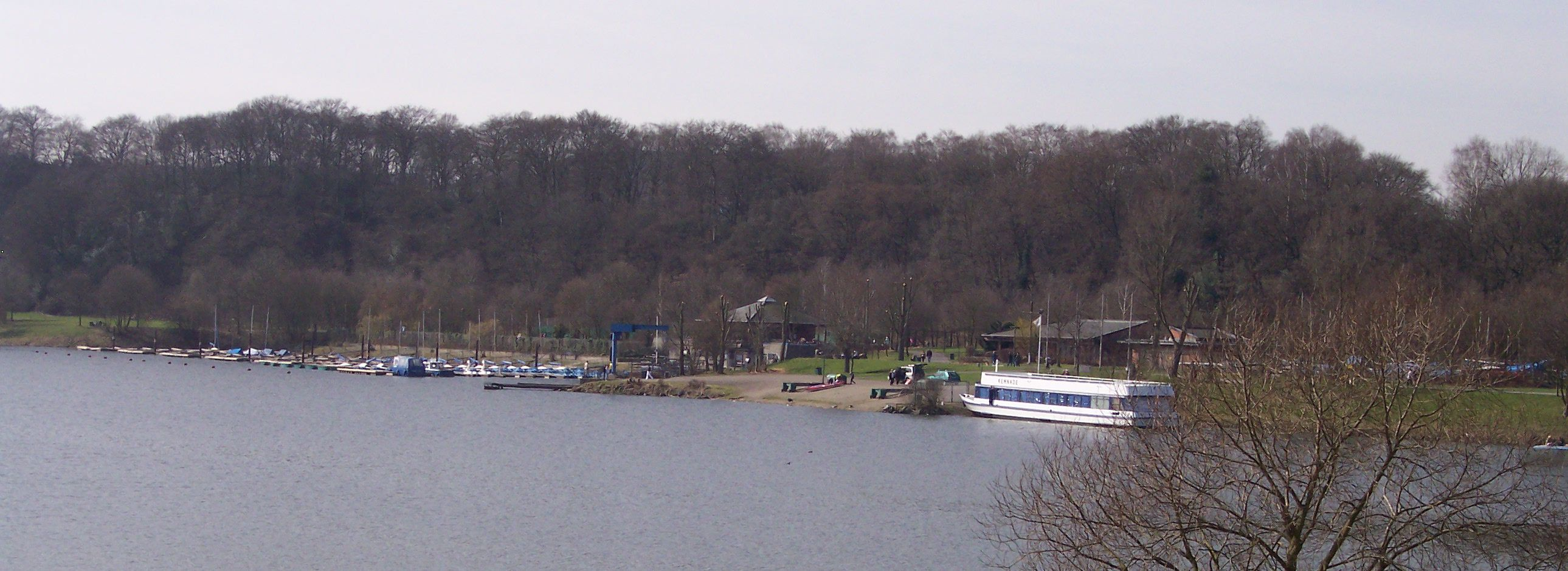
Segelhafen Heveney

In Witten existieren 94 Sportvereine mit über 30.000 Mitgliedern, darunter der FSV Witten, der KSV Witten 07, der Ruder-Club Witten, die Sport-Union Annen (SUA), die Turngemeinde Witten und der Ruderverein Bochum von 1920 e. V.
Der KSV Witten war viele Jahre der herausragende Sportverein der Stadt. Sieben Deutsche Mannschaftstitel und ebenso viele Vizemeisterschaften im Ringen in den Siebziger-, Achtziger- und Neunzigerjahren des vergangenen Jahrhunderts begründeten den Ruf Wittens als „Ringer-Stadt“. 2023 bestritt die erste Mannschaft des KSV die 50. Saison in der 1. Ringer-Bundesliga. Der Stellenwert des Vereins und der Sportart Ringen wird durch die Trainingsanlage „Ringer-Leistungszentrum Ostermann-Halle“ hervorgehoben, die dem KSV und dem Ringerverband NRW seit 1994 sowohl für die Entwicklung des Ringer-Nachwuchses, als auch für die Vorbereitung internationaler Top-Ringer zur Verfügung steht. Dort wurden in 30 Jahren ca. 160 DM-Medaillen, davon allein 60 Titel, erlangt, darüber hinaus Titel und Medaillen bei Welt- und Europameisterschaften sowie Olympischen Spielen. 
Witten ist traditionell eine Triathlon-Hochburg: Sowohl das Stadtwerke-Team Witten als auch der PV-Triathlon Witten treten mit jeweils einem Männer- und einem Frauenteam in der 1. Triathlon-Bundesliga an.
Zur sportlichen Betätigung stehen 23 Turnhallen, 14 Sportplätze, davon ein Stadion (Wullenstadion), sechs Sporthallen, zwei Reitschulen, drei Tanzsportvereine und vier Tanzschulen, acht Schießstände, sechs Tennisanlagen, drei Gymnastikräume, ein Golfplatz, eine Bowlinganlage, ein Kegelzentrum mit mehreren Sportkeglervereinen, ein Klettergarten (Outdoor), vier Minigolfanlagen, eine Beachvolleyballhalle, ein Segelhafen, ein Freizeitbad mit Innen- und Außenbecken und verschiedenen Saunen in Heven, zwei Hallenbäder in den Ortsteilen Annen und Vormholz, fünf Lehrschwimmbecken, zwei Kendo-Vereine, ein Karate-Verein, ein öffentliches Freibad in Annen und ein vereinseigenes in Rüdinghausen, ein Freerunning-Verein, zwei Motorsportvereine, zwei FKK-Vereine und ein Rugby-Platz zur Verfügung. Außerdem besteht in Witten ein Ringer-Leistungszentrum.

### Regelmäßige Veranstaltungen
In der Innenstadt von Witten findet jährlich am 1. Septemberwochenende die Zwiebelkirmes (traditioneller Jahrmarkt) statt. Daneben gibt es noch die Himmelfahrtskirmes, die jedes Jahr um Christi Himmelfahrt (Do. bis Mo.) stattfindet, und im Stadtteil Herbede das Herbeder Oktoberfest (Straßenfest mit Live-Musik, Kleinkunst und Kunsthandwerk), jeweils am 1. Oktoberwochenende.
Jährlich am mittleren Juni-Wochenende veranstaltet der Kanu-Club Witten e. V. die Days of Thunder, eine Drachenboot–Veranstaltung auf der Ruhr kurz vor dem Kemnader Stausee. Die Wittener Drachenboot-Jugend ist national erfolgreich.
Des Weiteren gibt es einmal monatlich, meistens am ersten Sonntag im Monat auf dem Parkplatz eines Möbelhauses an der A 44, Ausfahrt Witten-Annen den Flohmarkt Ostermann, und jeden Dienstag ab 6 Uhr am Kemnader Stausee, Parkplatz Heveney, A 43, Ausfahrt Witten-Heven einen Kinderflohmarkt (semiprofessioneller Flohmarkt mit Schwerpunkt auf Kinderartikel jeder Art).

## Telefonvorwahlen
Während in Witten die Telefonvorwahl 02302 gilt, hat Buchholz abweichend hiervon die Vorwahl 02324.

## Philatelistisches
Mit dem Erstausgabetag 2. Juli 2020 gab die Deutsche Post AG in der Serie Deutschland von oben ein Sonderpostwertzeichen über 95 Eurocent mit der Darstellung des Freibads in Witten-Annen heraus. Der Entwurf stammt von der Grafikerin Bettina Walter aus Bonn, Fotograf ist der für solche Aufnahmen bekannte Hans Blossey.

### Geschichte
- Heinrich Schoppmeyer: Witten. Geschichte von Dorf, Stadt und Vororten. VOHM, Witten 2012, ISBN 978-3-00-040266-1 (2 Bände).
- Heinrich Schoppmeyer: Witten (= Historischer Atlas westfälischer Städte. Band 17). Ardey-Verlag, Münster 2024, ISBN 978-3-87023-477-5.
- Erich Keyser (Hrsg.): Westfälisches Städtebuch (= Deutsches Städtebuch. Band 3,2). Kohlhammer Verlag, Stuttgart 1954.
- Frank Ahland, Matthias Dudde (Hrsg.): Wittener. Biografische Porträts. Band 1. Ruhrstadt Verlag, Witten 2000, ISBN 3-935382-02-2.
- Frank Ahland, Stefan Nies, Ingrid Telsemeyer (Hrsg.): Sprengstoff! Die Explosion der Wittener Roburit-Fabrik 1906. Klartext Verlag, Essen 2006, ISBN 3-89861-705-X.
- Walther Hubatsch (Hrsg.): Bundes- und Reichsbehörden (= Die Schutzgebiete des Deutschen Reiches 1884–1920. Auszüge aus Grundriss zur deutschen Verwaltungsgeschichte 1815–1945. Band 22). Johann-Gottfried-Herder-Institut, Marburg 1984, ISBN 3-87969-183-5.
- Rüdiger Jordan: Von Kapitellen, Kanzeln und Taufsteinen. Ein spannender Führer zu 67 Kirchen und Klöstern im Ruhrtal. 1. Auflage. Klartext Verlag, Essen 2006, ISBN 3-89861-436-0.
- Michael Schenk (Hrsg.): Witten. Neue Bilder aus alter Zeit (= Die Reihe Archivbilder). Sutton Verlag, Erfurt 2009, ISBN 978-3-86680-409-8.
- Bruno J. Sobotka: Witten an der Ruhr. Aus Vergangenheit und Gegenwart. Hrsg. vom Einrichtungshaus Ostermann, Witten, 2. Auflage. Krüger, Witten 2001, ISBN 3-9800852-2-8.
- Ludger Tewes: Mittelalter im Ruhrgebiet. Siedlung am westfälischen Hellweg zwischen Essen und Dortmund (13. bis 16. Jahrhundert). Verlag Schöningh, Paderborn 1997, ISBN 3-506-79152-4.
- Wolfgang Zemter: Witten. Aus alter Zeit. Meinerzhagener Druck- und Verlagshaus, Meinerzhagen 1981.

### Bibliografien
- Wolf-Dieter Lepiorz: In Witten geschrieben. Bibliografie von 1833 bis zur Gegenwart; Romane, Erzählungen, Dramen und Gedichte. Mit einem Vorwort von Hugo Ernst Käufer. 1. Auflage. Ruhrstadt Verlag, Witten 2002, ISBN 3-935382-08-1.
- Wolf-Dieter Lepiorz: Bibliographie der Stadt Witten. Bücher und Artikel aus Zeitschriften und Sammelwerken 1824–2002. 1. Auflage. Klartext Verlag, Essen 2004, ISBN 3-89861-305-4.

### Natur
- Naturschutzgruppe Witten – Biologische Station e. V. (Hrsg.): Natur zwischen Ruhr und Ardey. Erleben, verstehen und schützen. 1. Auflage. Comedia, Bochum 2007, ISBN 978-3-00-020344-2 (Beschreibung [abgerufen am 21. März 2017]).

### Reiseführer
- Katja Link (Hrsg.): Witten. Stadtführer. 1. Auflage. Link-Media-Verlag, Witten 2012, ISBN 978-3-940154-50-7.